# Pražské povstání
Pražské povstání vypuklo 5. května 1945 v hlavním městě Praze. Česká národní rada (ČNR) vydala prohlášení o konci Protektorátu a o převzetí vládní a výkonné moci. Nejdříve probíhaly demonstrace, které brzy přešly do ozbrojeného odporu. Šlo o největší z bitev Českého květnového povstání, které stejně jako Pražská ofenzíva, vedená Sovětským svazem z východní fronty a osvobození jihozápadních Čech americkou armádou napomohla konečnému osvobození Československa.
Ustupující téměř milionová německá skupina armád Střed pod velením polního maršála Ferdinanda Schörnera, obklíčená Sovětskou armádou, se chtěla dostat ze svého postavení na Královéhradecku do amerického zajetí. Nejkratší cestu Prahou a okolím ovšem ovládli povstalci. Němci proti špatně vyzbrojenému pražskému povstání nasadili veškerou dostupnou techniku, sami povstalci by se tak neubránili a pražský rozhlas opakovaně žádal o pomoc. Na výzvu zareagovaly jednotky ROA generála Vlasova, které zasáhly proti Němcům v jihozápadních částech Prahy. Česká národní rada však odmítla uznat ROA za svého spojence, což vedlo k jejímu odchodu z města. Nejtěžší boje probíhaly 7. května. Sovětské jednotky se však blížily k Praze a Němci v Praze další den kapitulovali. Většina německých jednotek tak zahájila ústup. Když sovětské jednotky vstoupily do Prahy ráno 9. května, očišťovaly již město jen od zbytků zfanatizovaných německých vojsk.

## Situace před povstáním

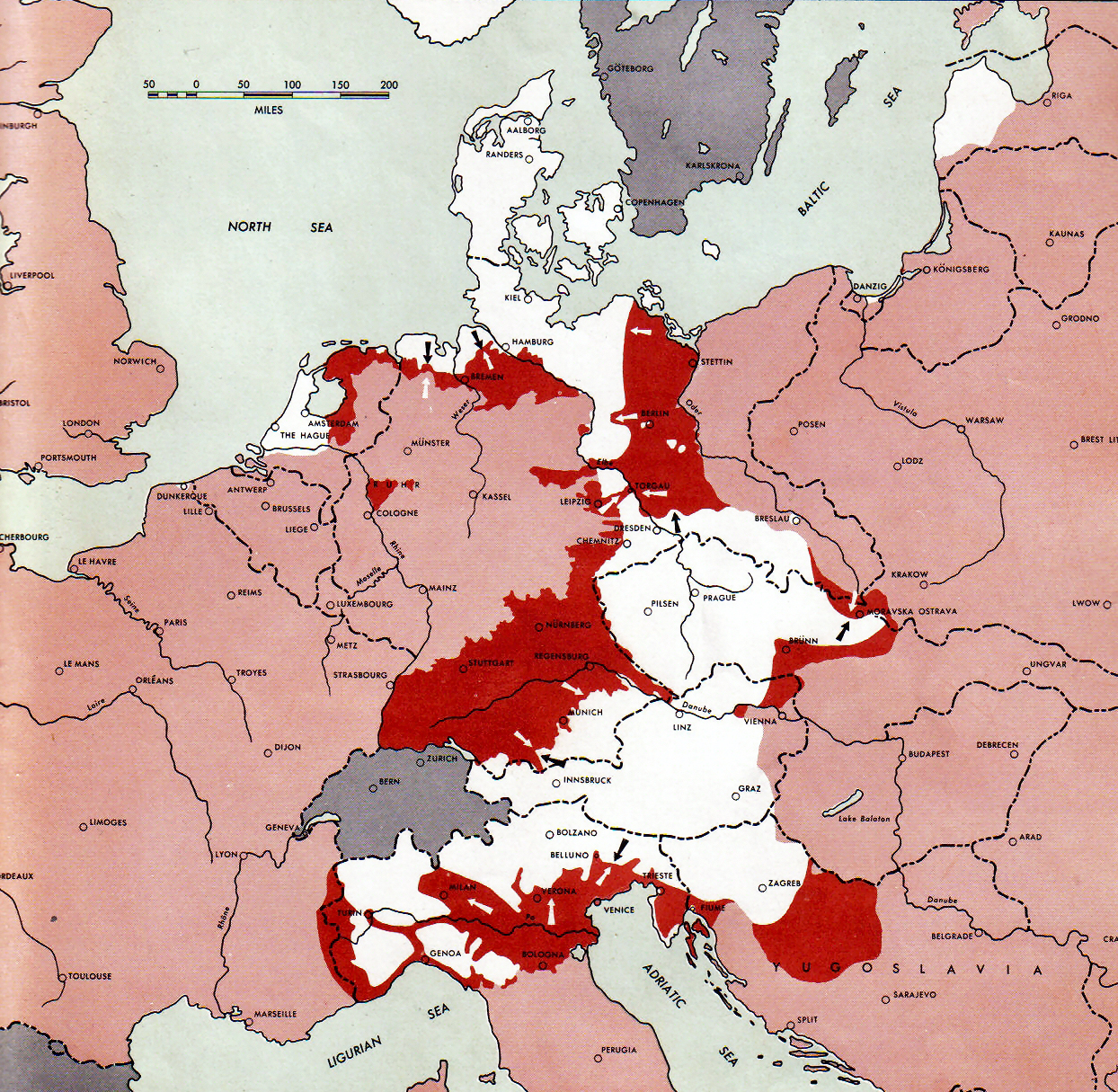
Válečná situace v Evropě 1. května 1945

Na jaře 1945 pronikaly na české území jak Rudá armáda od východu, tak Armáda Spojených států amerických od západu. Hranice a demarkační linie mezi západními spojenci a Sověty nebyla pevně stanovena žádnými oficiálními dohodami z Jalty ani tajnými dodatky o nemožnosti Američanů vstoupit na území ČSR ani Rakouska. Američtí velitelé se ale do Prahy nehrnuli, z vojenského hlediska považovali za důležitější úder proti severnímu Německu a do Rakouska. Osvobození Prahy tak mělo připadnout Sovětům. Britský premiér Winston Churchill požadoval, aby Prahu osvobodili Američané; obával se, že v opačném případě by se poválečné Československo mohlo dostat do sovětské sféry vlivu. Osvobození Prahy Američany si přál také československý exilový prezident Edvard Beneš, který doufal, že by to oslabilo postavení komunistů. Sovětský diktátor Josif Vissarionovič Stalin 24. dubna 1945 oznámil, že vltavskou kotlinu osvobodí Rudá armáda. Američané si nechtěli Sověty pohněvat, protože počítali s jejich pomocí v závěrečném boji proti Japonsku. Americký prezident Harry S. Truman tedy 1. května odpověděl, že americká vojska nebudou Prahu dobývat. Britům a představitelům Československa nezbývalo než se podvolit.
Na konci března 1945 Sověti zahájili Bratislavsko-brněnskou operaci a 26. dubna bylo osvobozeno Brno. 2. května byl Rudou armádou dobyt Berlín. Pražská ofenzíva pod velením maršála Koněva, maršála Rodiona Malinovského a generála Andreje Jeremenka, do které nastoupila sovětská vojska v síle přes dva miliony vojáků, včetně 2. polské armády a 1. a 4. rumunské armády, měla byla být zahájena 7. května 1945. (Kvůli vypuknutí povstání byla nakonec zahájena o den dříve.)
Německá armáda měla na počátku května 1945 na území Protektorátu Čechy a Morava asi 900 000 mužů skupiny armád Střed polního maršála Ferdinanda Schörnera a armádní skupiny Jih-Ostmark ustupující z Rakouska. Schörner měl v plánu klást odpor Rudé armádě nejméně do 20. května 1945.
K. H. Frank vedl s protektorátní vládou rozhovory o nenásilném předání moci, přičemž se projevovaly i snahy prezidenta Háchy o vytvoření Českomoravské republiky a převzetí moci Richardem Bienertem. Domácí odboj, reprezentovaný především Českou národní radou (ČNR), měl od exilového prezidenta Beneše příkaz zakládat na území Protektorátu Národní výbory, které by prozatímně vykonávaly místní správu. V Praze byl přípravou na převzetí moci pověřen Dr. František Krása.[zdroj?]

## Přípravy
Domácí odboj se na povstání připravoval několik měsíců. Povstání připravovala jak vojenská komise ČNR, kterou vedl kapitán Jaromír Nechanský (vyslaný výsadkem z Británie), tak Vojenské velitelství Velké Prahy Bartoš kolem generálů Karla Kutlvašra a Františka Slunečka. Tyto dvě skupiny o sobě nevěděly. Ke vzájemnému kontaktu došlo až 3. května, kdy již nezbýval čas domluvit společný postup.
Exilová vláda vysadila na pomoc připravovanému povstání několik výsadků, většina z nich ale byla zatčena Gestapem, anebo se jim nepodařilo uchytit z jiného důvodu. Sovětský svaz ze stejného důvodu vysadil v Protektorátu několik výsadkářů tajné služby NKVD. Kromě zpravodajských úkolů, organizování odboje a sabotáží měli sovětští výsadkáři ještě další (tajné) úkoly: Pořizovat seznamy uprchlíků z porevolučního Ruska, aby mohli být později zatčeni, a připravovat půdu pro převzetí moci komunisty. Od poloviny března do 5. května 1945 dodávali Britové povstalcům zbraně, dodávky ale byly stíhány mnoha problémy a vyzbrojit se podařilo jen asi 1600 mužů, což bylo pro povstání nedostatečné. Sověti dodávat zbraně dlouho odmítali, teprve 27. dubna poslal první dodávku, druhou pak v průběhu povstání.
V polovině dubna 1945 se hlasatel Českého rozhlasu Zdeněk Mančal domlouval s Františkem Bürgerem-Bartošem z Vojenského velitelství Velké Prahy Bartoš, že by pokyn k zahájení povstání mohl být vyhlášen rozhlasem. Přibližně ve stejnou dobu se ředitel rozhlasu Zdeněk Morávek domlouval s různými odbojovými skupinami na převzetí vysílání. Vojenská a ozbrojená složka generálů Karla Kutlvašra a Františka Slunečka počítala se zahájením až 7. května.
Celonárodní povstání v protektorátu bylo připravováno východní i západní složkou českého protiněmeckého odboje již od poloviny roku 1944. Cílem povstání mělo být zejména:[zdroj?]
- vytvoření podmínek pro rychlé osvobození Čech a Moravy od německé nadvlády
- minimalizace dalších válečných škod
- zamezení zničení či vyloupení průmyslového potenciálu Československa Němci (plán ARLZ).

Povstalcům chyběli vojáci a neměli ani dostatek zbraní. V Praze bylo k dispozici 200 četníků, 4 000 policistů, 150 vládních vojáků a 900 příslušníků finanční stráže. Vyzbrojeni byli pistolemi a měli asi 450 pušek. Dále se dalo počítat s příslušníky Technické nouzové pomoci, hasiči, železničáři a tramvajáky, celkem asi s 4000 muži. V Protektorátu bylo roztroušeno asi 8 000 partyzánů. Část maďarských vojáků, nalézajících se v Protektorátu, projevovala ochotu přidat se k připravovanému povstání na straně povstalců, ti jim ale nedůvěřovali a obávali se, že může jít o léčku.
Naproti tomu Němci měli v Praze posádku asi 30 000 mužů, ve vojenských prostorech poblíž Prahy cvičilo dalších 60 000 vojáků vyzbrojených těžkými zbraněmi a navíc se na území protektorátu rozkládala Schörnerova armáda. Za tohoto poměru sil se odbojáři snažili povstání spíše oddálit a počkat, až se přiblíží spojenecké armády.

## 4. květen

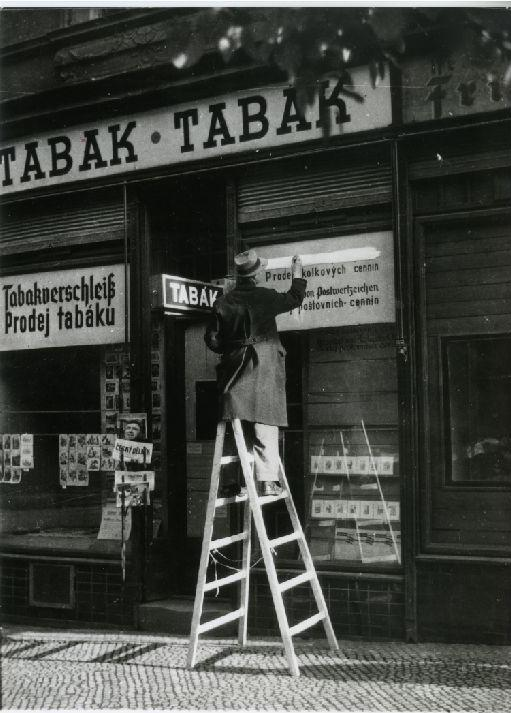
Odstraňování německých nápisů v Praze 4. května

Podnětem pro nepokoje v Praze se stalo oznámení vydané 4. května údajně protektorátní vládou Richarda Bienerta o zrušení nařízení týkající se dvojjazyčného úřadování, dvojjazyčných nápisů a zákazu vyvěšování československých vlajek. Byl vydán pokyn, aby se na úředních budovách vyvěsily vlajky a úřadovalo se jen v českém jazyce.[zdroj?] Již téhož dne se na mnohých místech v Praze začaly odstraňovat nenáviděné německé nápisy, avšak 5. května vlna nadšení opanovala celou Prahu. Odstraňovaly se německé cedule, vyvěšovaly se české vlajky, ve městě vládlo nadšení.
Ve večerních hodinách zatelefonoval vrchní spojenecký velitel generál Dwight D. Eisenhower veliteli americké 3. armády Georgi Pattonovi (který již se svými jednotkami zajistil československé pohraničí) a dal mu svolení k dalšímu postupu do nitra Československa. Pattonova armáda, který čítala asi 540 000 vojáků, vyrazila hned následující den ráno. Místy narážela na tuhý odpor, jinde se Němci rychle vzdávali, neboť se obávali sovětského zajetí. Sověti s americkým postupem nesouhlasili, sami ale sváděli tuhé boje daleko od Prahy.

## 5. květen – vypuknutí povstání
Povstání začalo ráno v šest hodin po iniciaci českého rozhlasu provokativním hlášením Zdeňka Mančala: "Je právě sechs hodin". Mančal a jeho kolega Stanislav Kozák pokračovali v provokaci smíšeným česko-německým jazykem a v 8:00 hodin nebylo německé hlasatelce dovoleno přečíst zprávy. Poté se mluvilo pouze česky a hrály se zakázané národní písně a hudební skladby.
Čeští úředníci na magistrátu a příslušníci odboje vytvořili Národní výbor Velké Prahy. O půl jedenácté Národní výbor hlásil pomocí pouličního rozhlasu: „Českoslovenští občané: Hitlerovo Německo je rozdrceno. Třetí říše přestala existovat! Pryč s válkou! Všichni ihned zastavte práci! Nikdo nesuďte, nikdo nesmíte trestat, ať Čecha nebo Němce, na to jsou lidové soudy. Varujeme všechny Němce před jakýmkoliv zakročením. Česká policie, české četnictvo, vládní vojsko a jiné útvary uposlechnou bezpodmínečně pokynů Národních výborů. Kdo tak neučiní, je zbabělec a zrádce! Stojíme neochvějně za československou vládou!“ Národní výbor byl ale osamocený a bez kontaktů. Vládní vojsko se prostřednictvím plukovníka Karla Pražáka přidalo k povstalcům.
Pokračovalo odstraňování německých symbolů a nápisů a jejich nahrazování českými. Češi začali zatýkat Němce a kolaboranty, objevily se fámy, že spojenecká vojska jsou již na okraji Prahy. Když se Češi snažili některé německé vojáky odzbrojit, německá policie odpověděla střelbou. Němečtí vojáci začali střílet do lidí, kteří vyvěšovali československé vlajky, přetírali německé nápisy či je shazovali ze zdí na zem. V centru města došlo k několika přestřelkám.

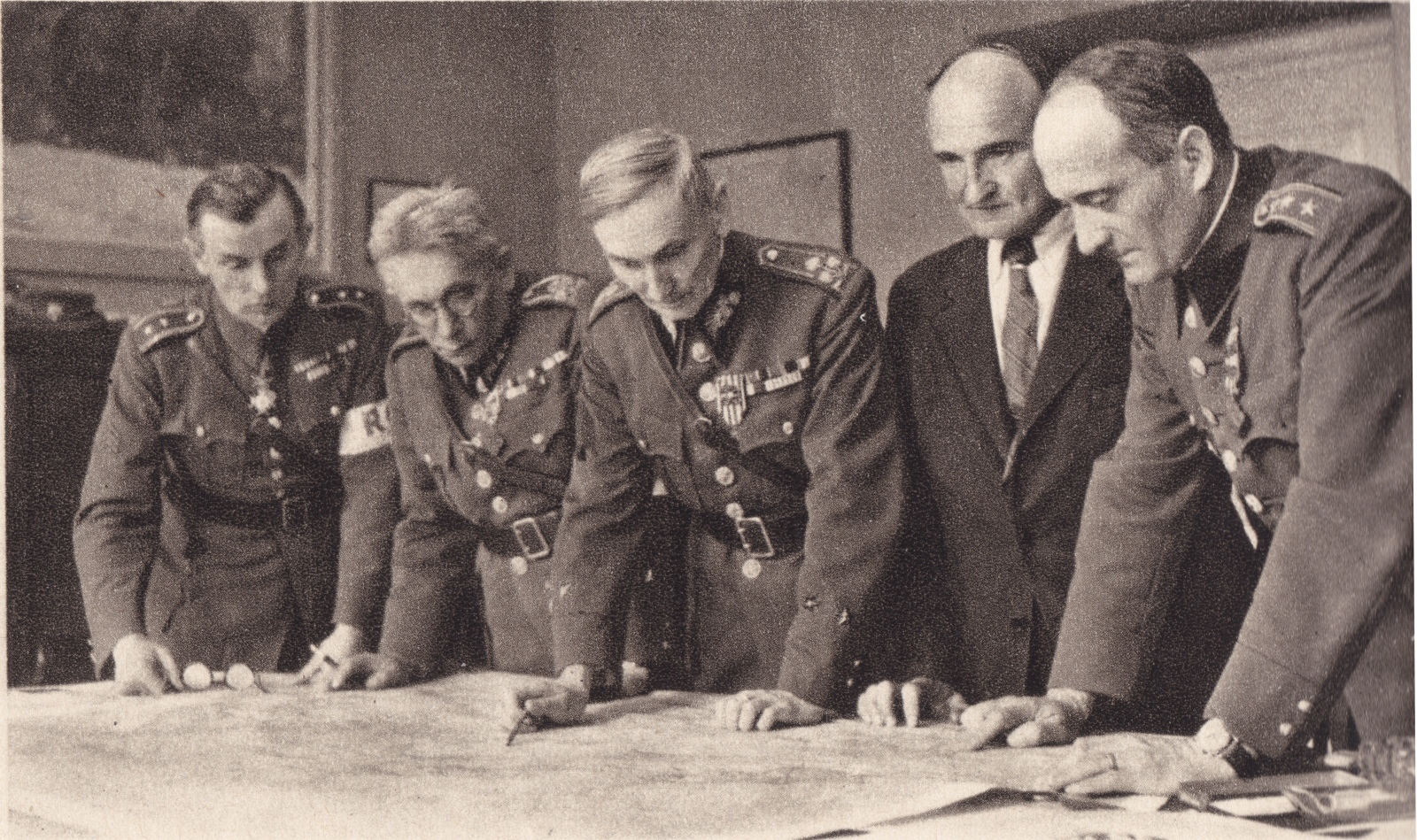
Velitelství Alex pro okolí Prahy a venkov

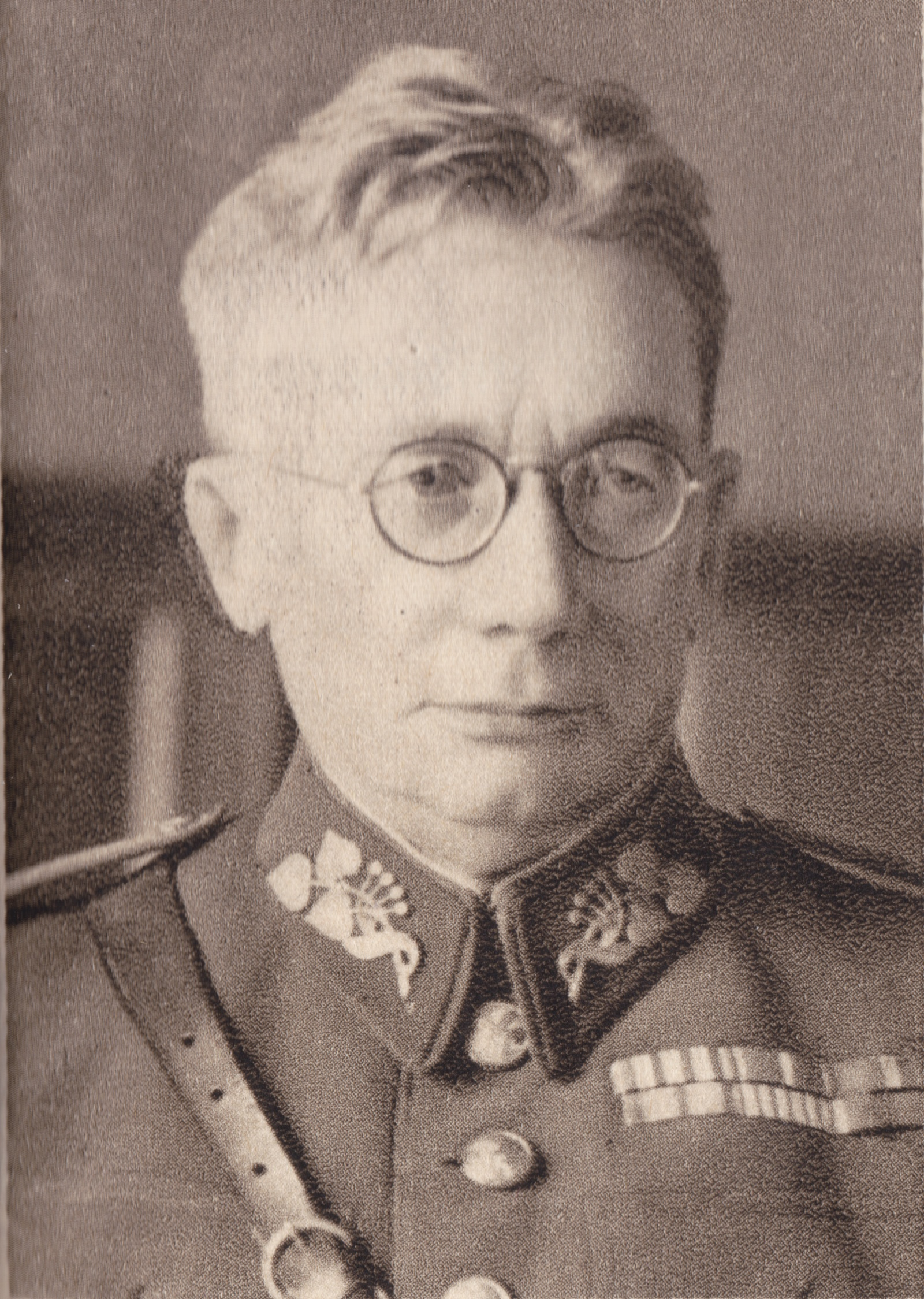
gen. František Slunečko (Alex)

Dopoledne se na Staroměstském náměstí sešlo Povstalecké velitelství Alex (náčelník František Slunečko, jeho zástupce Karel Kutlvašr, Kutlvašrův náčelník štábu František Bürger-Bartoš a další). Zde obdrželi v 10:30 kopii údajného rozkazu vedoucího představitele třetí říše admirála Dönitze, aby Wehrmacht předal Prahu českým uniformovaným složkám a opustil město. To všechny povzbudilo, ale zprvu se domnívali, že povstání není aktuální a ke střetu pravděpodobně dojde až v pondělí 7. května. Avšak v 11:20 generál Slunečko vydal všem posádkám pohotovost a všichni důstojníci se museli dostavit na svá místa. Tím bylo povstání de facto zahájeno. Jako první se do akce dostali čeští policisté a četníci.
O půl jedné se v Bartolomějské ulici sešlo velitelství Bartoš, ale zpočátku jeho činnost charakterizovala nerozhodnost. Chyběl jeho velitel generál Kutlvašr, který se zdržel marným čekáním na velitele výsadku NKVD a pak schůzkou na velitelství Alex. O půl třetí Kutlvašr konečně dorazil a na Slunečkův rozkaz se ujal velení. Velitelství Bartoš navázalo kontakt s ČNR, a záhy mezi nimi vypukly spory o obsazení velitelských funkcí. Nakonec se velitelství Alex a Bartoš podřídila ČNR. Pod vedením Kutlvašra a Jaromíra Nechanského (zástupce ČNR) se velitelství Bartoš po počátečních problémech proměnilo v efektivní vojenskou organizaci, která zvládala řídit boje s Němci.

### Reakce českých a německých orgánů
K. H. Frank si zprvu myslel, že situace není vážná. Nechal pouze posílit hlídky, ale vojsko zůstalo v kasárnách. Chtěl ustanovit přechodnou českou vládu, aby se zabránilo krveprolití, a zahájit jednání s Američany o kapitulaci. Z Terezínského vězení nechal přivézt několik významných vězňů (například Vladimíra Krajinu, Kamila Kroftu, Arnošta Heidricha, Jaroslava Kvapila a další). Všichni však účast v této vládě odmítli. Parlamentáře, které Frank poslal k Američanům, vzbouřenci zatkli.

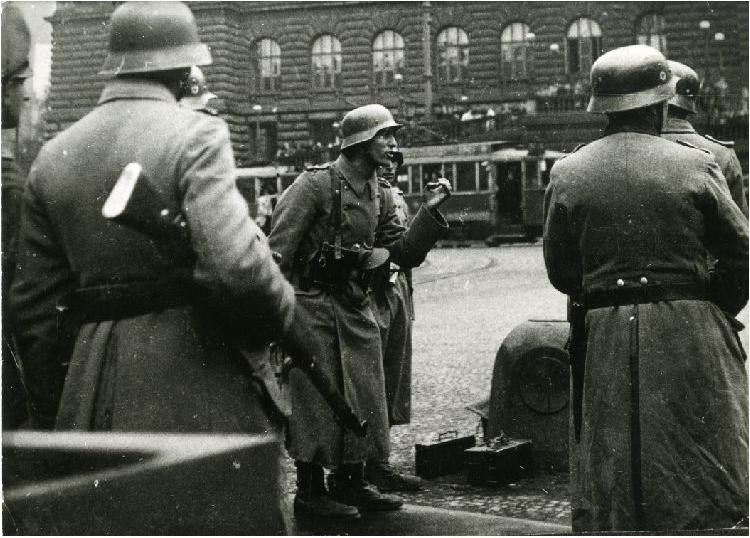
Vyjednávání s Němci před Národním muzeem 5. května

Před polednem okolo 11 hodiny navštívil Franka předseda vlády Richard Bienert a požádal jej o předání vlády. Snaha premiéra o vyhlášení Českomoravské republiky však ztroskotala, protože se před projednáváním textu ozvala z města střelba. Policejní jednotka rozehnala střelbou dav v ulici Na Příkopě. Frank požádal Bienerta, aby rozhlasem vyzval všechny Pražany ke klidu a pořádku, která je k převzetí moci nezbytná. Richard Bienert se později pokusil zprávu o převzetí moci vyhlásit v pražském rozhlase, avšak byl zatčen pražským Národním výborem, který ho předal ČNR.
V poledne primátor Alois Říha odevzdal vedení magistrátu do rukou zástupců Národního výboru Praha. ČNR zformulovala odpoledne vlastní prohlášení o konci protektorátu:
„Lide český! ČNR jako představitelka revolučního hnutí českého lidu a jako zmocněnec vlády v Košicích, ujímá se dnešním dnem moci vládní a výkonné na území Čech, Moravy a Slezska. Pod údery hrdinných spojeneckých armád a pod údery aktivního odporu českého lidu zanikl tzv. „Protektorát Čechy a Morava“, který nám byl Němci vnucen a tím zanikla veškerá správní moc vykonávaná protektorátní vládou a německými úřady.">
Němci zakázali shromažďování více než pěti osob na ulicích. Nikdo se tím však neřídil.
Český kolaborant Emanuel Moravec spáchal toho dne sebevraždu.
Maršál Schörner byl rozhodnutý bránit českou kotlinu proti postupujícím spojeneckým armádám. Nařídil proto povstání potlačit. Stejně smýšlel i K. H. Frank. Celkově je ale zaskočila bojovnost a vojenská zdatnost povstalců.

### Boj o Český rozhlas

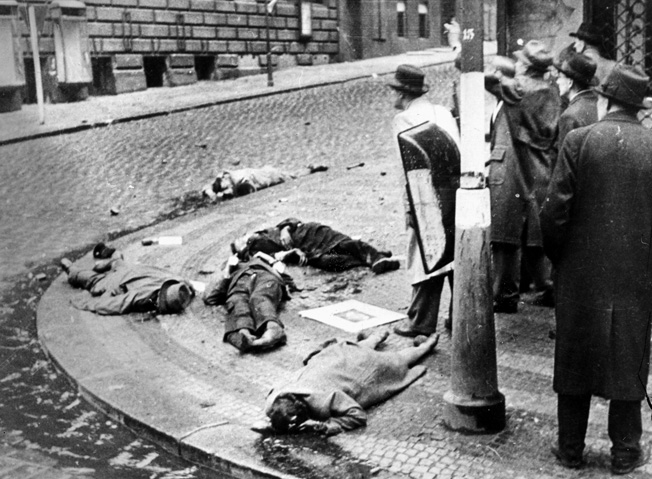
Český rozhlas 5. května

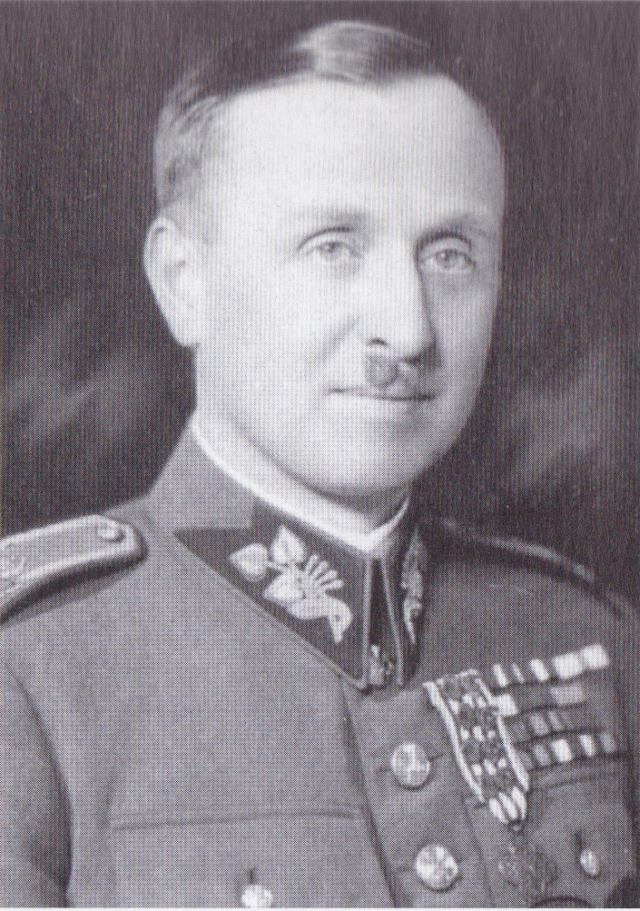
Vrchní velitel povstání generál Karel Kutlvašr

Těsně před polednem vydal Kutlvašr příkaz zajistit budovu Českého rozhlasu. Budovu ale střežily zesílené hlídky Schutzstaffel (SS), které své pozice opevnily dřevěnými zátarasy, sudy s pískem a kulomety. Tou dobou se v Praze stále více střílelo na mnoha místech.
Jednotky SS začaly budovu rozhlasu prohledávat, ale nedařilo se jim najít místo, odkud se vysílalo. V chodbách propukly přestřelky. Těsně před tím pracovníci rozhlasu poslali dva přenosové vozy na Klárov, aby v případě vyřazení původního studia mohly vysílat z náhradního stanoviště. Na pomoc českému rozhlasu vyjelo 16 policistů pod vedením kapitána Suchánka. Zaútočili na stráže, odzbrojili některé esesáky uvnitř budovy a dostali se až do vysílacího studia. Ihned redaktorovi Mančalovi nařídili, aby volal o pomoc.
První výzva byla odvysílána krátce po poledních zprávách ve 12:33. „Voláme českou policii do rozhlasu! Střílí se zde!" Za minutu se ozvala další výzva: "Voláme českou policii, české četnictvo, vládní vojsko, každého dobrého Čecha na pomoc českému rozhlasu! Esesáci nás chtějí vyvraždit! Přijeďte ihned!" Výzvy na pomoc se odpoledne několikrát opakovaly. 12:45. Pomozte českému rozhlasu ve Schwerinově třídě, kde čeští lidé bojují o jeho záchranu! Vchod z Balbínovy ulice je úplně volný! Voláme českou policii, četnictvo a ozbrojené jednotky na pomoc českému rozhlasu!“ Za chvíli se ozvala další výzva: "Každá minuta je drahá!"
Tím bylo povstání oficiálně oznámeno. Také vysílání pouličního rozhlasu, které provolávalo převzetí moci do rukou českých úřadů, se změnilo ve výzvu k boji proti okupantům.[zdroj?]
Reakce obyvatelstva byla spontánní, ozbrojení i neozbrojení lidé spěchali na pomoc a kolem budovy rozhlasu se rozhořely pouliční boje. Boj o budovu českého rozhlasu probíhal celé odpoledne a podílel se na ni štkpt. Valtr, který společně se železničáři, hasiči a dobrovolníky zahájili z protějších domů palbu z pistolí a pušek a podařilo se jim zničit německý autokar, který přijel na pomoc. Redaktor Mančal a jeho kolegové po celou dobu bojů pokračovali ve vysílání.
Okolo 18. hodiny se Němci u rozhlasu vzdali a složili zbraně a budova rozhlasu přešla do českých rukou. V ostatních částech Prahy příslušníci Waffen-SS útočili na povstalecká centra, kterými byly zejména Staroměstská radnice, Novoměstská radnice, Nová úřední budova a opět ulice u Českého rozhlasu. Bojovalo se i v Hybernské a Jindřišské ulici, na Wilsonově i Masarykově nádraží. Na několika místech se povstalcům podařilo nepřátelské vojáky odzbrojit a zmocnit se jejich zbraní. Na nádraží Praha-Vršovice získali povstalci dva ozbrojené vlaky. Do rukou vzbouřenců padla Městská telefonní ústředna a Věznice Pankrác, odkud byly osvobozeny tři tisíce politických vězňů. V německých rukou zůstávaly některé  důležité objekty, jako například vrchy Vítkov a Petřín, letiště Ruzyně a Černínský palác. Mnoho povstalců i civilistů zabili němečtí odstřelovači.

### Žádost o vojenskou pomoc

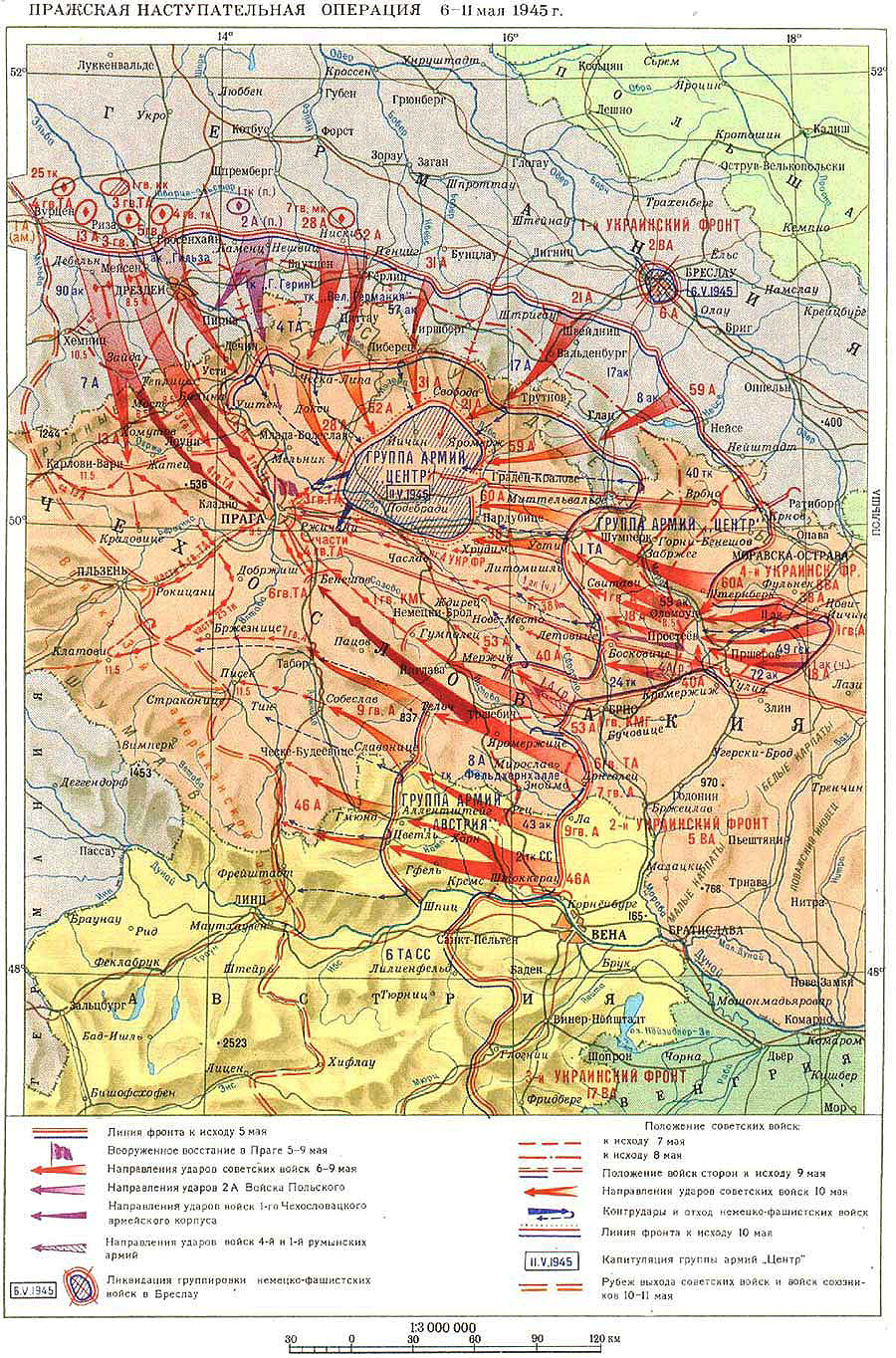
Pražská ofenzíva v květnu 1945, při které Rudá armáda ztratila na 50 000 mužů a osvobodila velkou část Čech

Když začali nacisté přesouvat do Prahy posily včetně tanků, žádal rozhlas spojenecká vojska o pomoc. Hlášení se opakovalo také v jazyce francouzském, anglickém, ruském, a tak se zpráva o ozbrojeném povstání v Praze dostala také do Evropy. V Londýně byla zpráva tlumočena exilovému představiteli Benešovy vlády Hubertu Ripkovi. Exilová vláda byla situací zaskočena, neboť o povstání nebyla předem informována. Ripka rádiem pozdravil Pražany a potvrdil, že se souhlasem prezidenta Beneše přebírá vládu ČNR. Ripka požádal britské úřady, aby uvolnili československé letce a vojáky pro podporu. Zároveň požádal americké orgány, aby poskytly shoz zbraní a munice z letecké základny v italském Bari. Když se o bojích v Praze dozvěděl generál Patton, večer oznámil svému nadřízenému, generálu Bradleymu, že do druhého dne se svými jednotkami Prahu dobude. Bradley nesouhlasil, chtěl aby o této akci rozhodl Eisenhower.
Exilová československá vláda včetně prezidenta Beneše se v té době nacházela v Košicích v již osvobozeném Slovensku. Půl hodiny po půlnoci zaslal ministr obrany Ludvík Svoboda do Moskvy šifrovanou depeši veliteli vojenské mise gen. Heliodoru Píkovi, aby u Sovětů zjistil, zdali by mohli na pomoc povstalcům do Prahy dopravit letecky přibližně 600 vojáků. Píka žádost tlumočil náčelníkovi generálního štábu Rudé armády gen. Alexeji Antonovovi. Teprve tak se o povstání dozvěděli Sověti. Sovětský vůdce Josif Vissarionovič Stalin na československou žádost nereagoval a místo toho přikázal zahájit připravovanou Pražskou ofenzívu neprodleně, tedy o den dříve (6. května), než bylo v plánu. Operace měla trvat šest dní.

### Reakce komunistů
Komunisty zpráva o vypuknutí povstání zdrtila. Předseda komunistů a náměstek předsedy vlády Klement Gottwald si v Košicích stěžoval: "Naši nejlepší lidé přijdou na konci války zbytečně o život. Kromě toho hrozí, že se Američané a Britové dostanou do Prahy dříve než Malinovský a Koněv." Václav Kopecký se obával, že to umožní Benešovi klást komunistům podmínky. Gottwald a předseda vlády Zdeněk Fierlinger (který byl členem Československé sociální demokracie, ale ve skutečnosti hájil zájmy komunistů) naléhali prostřednictvím sovětského velvyslance Valeriana Zorina na Stalina, aby zajistil, že americká armáda nedorazí do Prahy dříve než sovětská. Fierlinger později přiznal, že prostřednictvím Zorina odmítl návrh vrchního spojeneckého velitele gen. Dwighta Eisenhowera na osvobození Prahy, aniž by to projednal s vládou.

## 6. květen - barikády a příjezd ROA

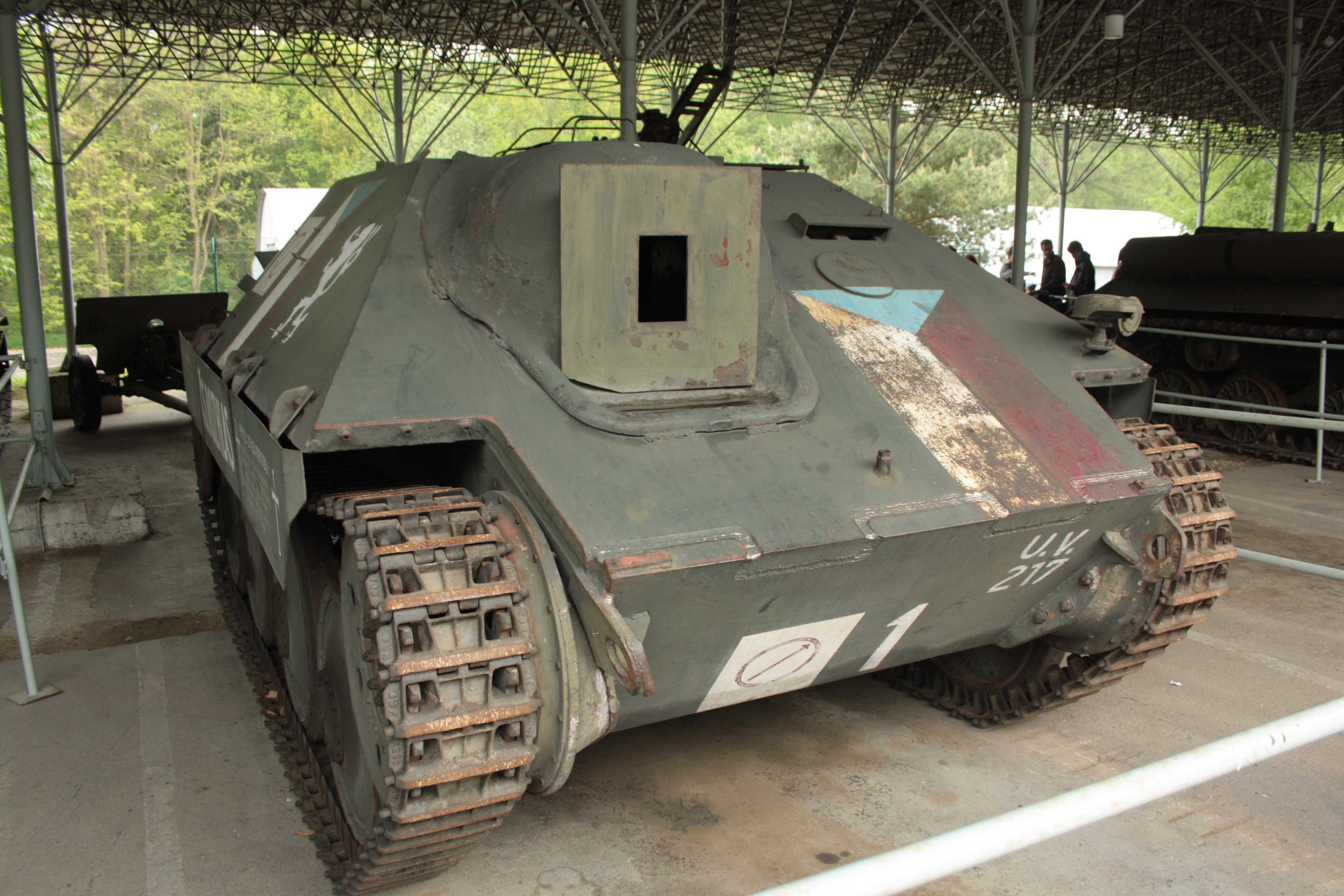
Povstalecký stíhač tanků Jadgpanzer 38 (t) ve VTM Lešany

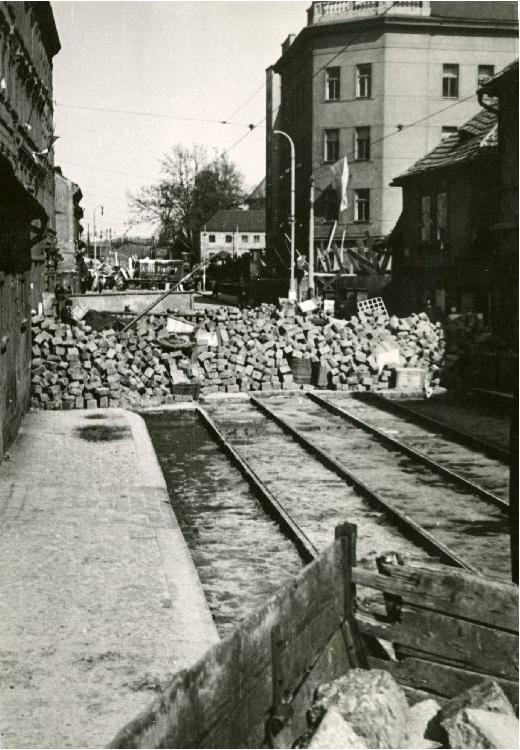
Barikáda u Olšanských hřbitovů 6. května

Povstalci si byli vědomi toho, že proti případnému německému útoku zvenčí nemají moc šancí. 5. května večer vyzvala Česká národní rada Pražany, aby budovali barikády, které by zabránily pohybu německých tanků. Výzvy vyslyšely desetitisíce obránců a v noci z 5. na 6. května vyrostlo v Praze asi 1600 barikád. Jejich obránci měli k dispozici většinou pouze pušky, lehké kulomety, granáty a pancéřové pěsti. První nápory německé armády na sebe nenechaly dlouho čekat, německé stíhače tanků StuG a tanky se začaly probíjet do města. Povstalci bojovali i ve vnitřním městě s německou posádkou, přičemž nacisté se stále snažili zmocnit důležitých objektů. Do povstání se aktivně zapojili i příslušníci protektorátního vojska, kteří též přivezli povstalcům velký počet zbraní a munice.
V noci na 6. května se zúčastnili bojů proti Němcům také 1. divize Ruské osvobozenecké armády (Vlasovci) gen. Sergeje Buňačenka. Nejdříve ovládli téměř celou západní Prahu a blokovali Němcům také přístup z jihu. Tento den začala Prahu bombardovat i německá letadla. Vlasovcům se podařilo dobýt letiště Ruzyně, ale německé letecké útoky na Prahu pokračovaly z jiných letišť. Kobercové bombardování se však neuskutečnilo díky tomu, že většina německých strojů byla zaměstnána bojem s Rudou armádou. Odpoledne byla budova Českého rozhlasu zasažena bombou, vysílání bylo přerušeno, ale povstalci brzy zprovoznili provizorní studium v budově Husova sboru na Vinohradech.
Téhož dne ráno osvobodila 3. americká armáda generála George S. Pattona Plzeň. Mezi povstalci se šířily fámy, že Američané se chystají osvobodit Prahu, či že dokonce tuto operaci již započali. Nebyla to však pravda. Ačkoli generál Patton naléhal na své nadřízené, aby jeho armádě povolili postupovat na Prahu, a k jeho žádostem se připojil britský premiér Winston Churchill), vrchní velitel spojeneckých vojsk Dwight D. Eisenhower odmítl z politicko-vojenských důvodů dát povolení k akci a přenechal zásah zvaný Pražská ofenzíva na vzdálenější Rudé armádě. Toto rozhodnutí bylo v souladu s předběžně stanovenou demarkační linií, která nyní hrála v neprospěch českých povstalců. Generál Omar Bradley a vrchní velitel spojeneckých vojsk Dwight Eisenhower nechtěli postupovat přes dohodnutou demarkační linii z politických i vojenských důvodů, protože očekávali odpor tří dobře vyzbrojených německých divizí. Nebylo podle nich účelné, aby v posledních dnech války američtí vojáci umírali v bojích na českém území, které bylo již za demarkační linií. Kromě toho USA nechtěly SSSR pohněvat, neboť potřebovaly jeho pomoc ve stále probíhající válce s Japonskem v Tichomoří.
6. května se také na přímý rozkaz Stalina vydala osvobodit Prahu Rudá armáda, ale musela čelit tvrdému odporu německých jednotek u Drážďan a v okolí Krušných hor, což zdrželo její postup. Spojenci měli zákaz poskytnout povstalcům jakoukoliv vojenskou, technickou ani leteckou podporu, ačkoliv měli v té době nad Německem jasnou leteckou převahu. O postupu Sovětů ale nebyli povstalci informováni.  Eisenhower znovu ujistil generála Antonova, že vydal svým vojskům rozkaz, aby nepostupovala za linii Karlovy Vary - Plzeň - České Budějovice.

### Masakry českých civilistů

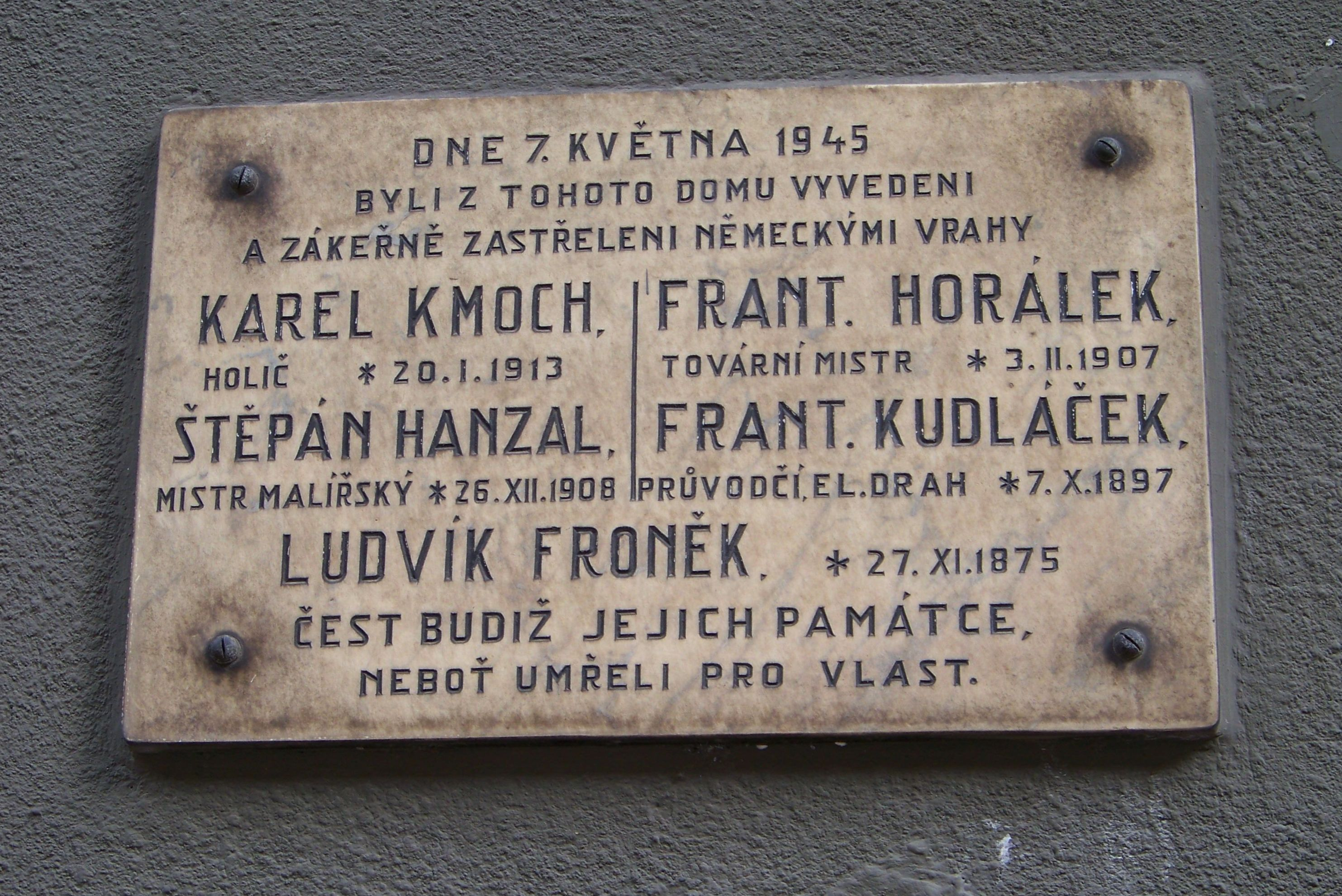
Pamětní deska v Hartigově (dříve Koněvově) ulici se jmény několika Čechů zavražděných 7. května

Němci též začali páchat teror a ukrutnosti ve čtvrtích, které obsadili. Povstalcům se na mnoha místech Prahy podařilo odzbrojit či alespoň dočasně izolovat některé německé jednotky. Na Žižkově se silným bodem odporu stala kasárna V. Sturmbann der SA – Standarte Feldherrnhalle pod velením Adolfa Franze Zimmermanna, umístěná v objektu školy Na Pražačce. Mladí nacisté SA v hnědých uniformách s hákovými kříži na rukávech a v maskovacích pláštích začali terorizovat okolí ihned po začátku povstání. Zavlekli do kasáren na osm desítek rukojmí, z nichž některé – chycené se zbraněmi v rukou, ale i bez nich – na dvoře mučili a posléze zastřelili. Ve večerních hodinách prvního dne povstání odvezlo nákladní auto asi 17 mrtvých, jejichž těla byla shozena do Vltavy.
Na několika místech v Praze došlo k masakrům bezbranných civilistů – českých žen, dětí a starců. Masakry civilních obyvatel ve dnech 6.–7. května probíhaly zejména v oblasti Pankráce, Krče a Michle, kde bylo zavražděno 173 lidí.

## 7. květen
V noci ze 7. na 8. května podepsal německý generál Alfred Jodl v Remeši bezpodmínečnou kapitulaci Německa, která měla nabýt účinnosti 8. května ve 23:01 SEČ.
Avšak boje v Praze pokračovaly dál. Maršál Ferdinand Schörner již věděl, že Německo kapitulovalo a nemá smysl pokračovat v boji, a snažil se zachránit, co se dalo. Jediným možným řešením bylo, aby se co nejvíce vojáků dostalo do amerického zajetí a k tomuto potřeboval volný průchod Prahou. Velitel SS C. F. von Pückler odeslal zprávu velitelství armády: "Dal jsem generálu Toussaintovi tyto návrhy: Žádám nejbrutálnějšími prostředky okamžitý hluboký nálet se zápalnými pumami na ulici Příkopy a Václavské náměstí. Tam je středisko povstání."[zdroj?]

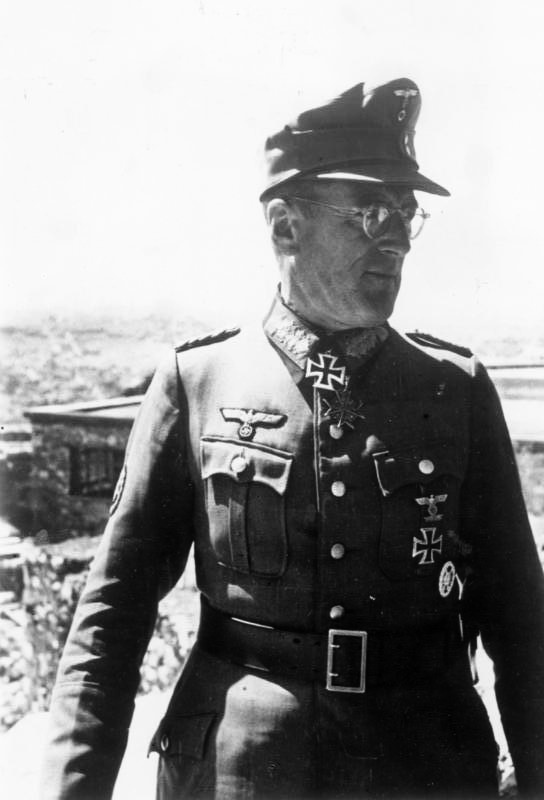
Polní maršál Ferdinand Schörner velel poslední bojeschopné armádě Wehrmachtu v Evropě

Velitelství Bartoš žádalo prostřednictvím vysílačky československé orgány v Londýně, aby Američané přišli hlavnímu městu na pomoc. Žádost zůstala nevyslyšena. Vojenské ústředí zprvu přislíbilo letecké dodání zbraní a munice pro 2400 mužů následujícího dne (7. května to nebylo možné z důvodu krajně nepříznivého počasí), nakonec však dodávku zbraní zrušilo a letadla, která již byla ve vzduchu, se musela vrátit na základnu. Sověti striktně trvali na tom, že v jejich prostoru se nesmí pohybovat žádná cizí letadla. Zakázali také přílet československých letců generála Karla Janouška.
Během 7. května obsadila ROA Buňačenka letiště v Ruzyni a vytlačila tak Luftwaffe do Žatce. Tento den 1. pluk překročil Vltavu a bojoval v centru Prahy, k němu se přidal ze severu také 4. pluk. Zoufalí vojáci ROA zahájili další bojové akce a posádka kasáren v Motole kapitulovala. Vlasovci postupovali přes Karlov na Vinohrady. V poledne byl osvobozen Pankrác, Bílá hora a obora zámku Hvězda.
Zásadním způsobem zvrátit vojenskou situaci na pravém břehu Vltavy se úplně nepodařilo, ale dělostřelectvo odklonilo postup německých tanků od západu do města. Pomoc od Vlasovců povstalcům byla nejen velkou morální podporou, ale především technickou. Disponovala - na rozdíl od Pražanů, kteří měli jen několik stíhačů tanků Jagdpanzer 38 Hetzer, většinou bez kanónu - dělostřelectvem ráže 76 mm, 12 Hetzery a také asi 10 tanky T 34/76. Do bojů se aktivně zapojilo okolo 12000–14000 dobře vycvičených a zkušených vojáků, i když s omezeným množstvím automatických zbraní, munice a celkovým zabezpečením. Velitel povstalců gen.Karel Kutlvašr uvedl: „Zásah Vlasovových jednotek měl snad více účinek morální, a to jak na obránce, jejichž sebedůvěra v boji proti Němcům byla posílena, tak na útočící Němce, u nichž zprávy o počtu jednotek, které měl generál Vlasov k dispozici, způsobily značný zmatek.“[zdroj?]
Úspěchy ROA zabránily německé armádě utlumit povstání během 6. a 7. května. Byla to jediná mobilní obrněná a dělostřelecká síla povstalců, která ovládala některé důležité úseky a přístupové cesty, přestože délka fronty 15 km, na níž působila, se vzhledem k velikosti Prahy může jevit jako malá.[zdroj?]
Boje na barikádách zastavovaly postup Němců. Ti začali např. na Žižkově používat zákeřný způsob jejich dobytí, když před svými samohybnými děly hnali proti barikádám jako živé štíty české civilisty, kteří se bojů neúčastnili. Množily se i další příklady naprosté nacistické zvůle, kdy byli zabíjeni lidé, kteří se připletli do cesty ustupujícím Němcům. Jedním z těchto případů je poprava sedmi mužů v obci Živohošť na Příbramsku dne 7. května. Jednotka SS vedená SS Oberstandartenjunkerem Güntherem Ballnowem tyto muže zadržela se dvěma loveckými puškami a na místě je popravila. Jejich těla příslušníci SS vhodili do blízké Vltavy.

### Jednání s Vlasovci
ČNR vedla s Vlasovci jednání, ale nakonec na nátlak komunistů v čele s Josefem Smrkovským jejich pomoc odmítla. Generál Kutlvašr, velitel ozbrojených sil centra Prahy protestoval. Jako voják věděl, že Vlasovci jsou jediná pořádná armáda, kterou má proti Němcům k dispozici.[zdroj?] A když se na velitelství Bartoš potkali zástupci Vlasovců se Smrkovským, došlo k roztržce; zatímco velitelé povstalců domlouvali s ROA další postup, Smrkovský vyčetl Vlasovcům, že je o účast v bojích nikdo neprosil, nazval je zrádci své vlasti a prohlásil, že jsou pro ČNR stejní nepřátelé jako Němci. Kutlvašr se snažil Smrkovského slova mírnit.
Nakonec byli komunisté v ČNR přehlasování a rada schválila prohlášení, ve kterém ROA děkovala. Buňačenka ale jednání ČNR rozezlilo. Zklamaně prohlásil : "Škoda každé další kapky krve, která by byla prolita mými vojáky za Prahu."[zdroj?] Vše vyvrcholilo ve 23 hodin rozkazem generála Buňačenka opustit Prahu a přesunout se za demarkační linii. K dispozici zůstal dělostřelecký oddíl s 800 vojáky nejen na západě Prahy pro ochranu povstalců před průnikem obrněných vojsk.[zdroj?]

### Američané v Praze
V podvečerních hodinách dorazila do Prahy delegace americké armády, a setkala se zástupci velitelství Bartoš a Vlasovců. Delegace ale pouze oznámila německou kapitulaci a také fakt, že Američané musí zůstat u Rokycan.
V pozdních nočních hodinách do Prahy dorazila větší kolona amerických vozidel tzv. Velichovské mise. Tvořilo ji 5 obrněných vozů M8 Greyhound, tři džípy, dvě štábní limuzíny, rozhlasový a sanitní vůz.[zdroj?] Jejím cílem byly lázně Velichovky, kde sídlil štáb maršála Schörnera. V Praze členové delegace jednali jak s velitelstvím Bartoš, tak s velitelem německých sil generálem Toussaintem. Toho žádali, aby zastavil boje v Praze pomohl přesvědčit Schörnera, aby vydal rozkaz zanechat odporu, neboť třetí říše již kapitulovala. V brzkých ranních hodinách 8. května kolona dále pokračovala do lázní Velichovky, aby Schörnerovi doručila Jodlovu kapitulaci. Na zpáteční cestě se americká vojenská mise Praze vyhnula.

## 8. květen

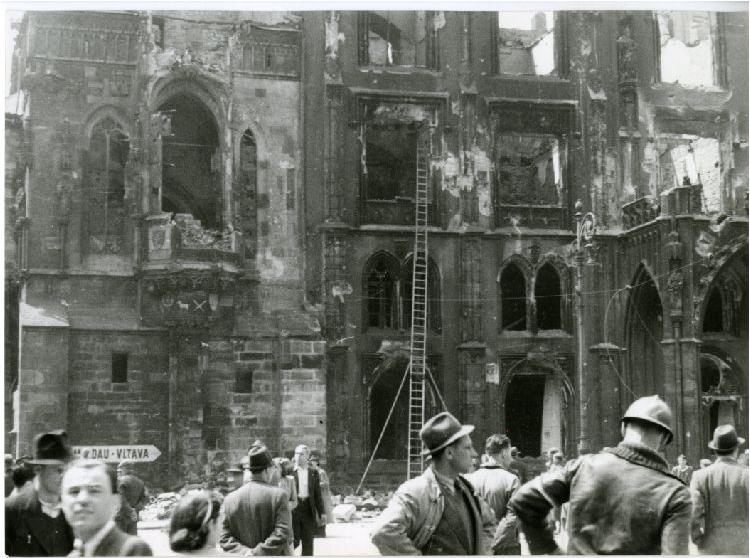
Vypálená Staroměstská radnice 8. května

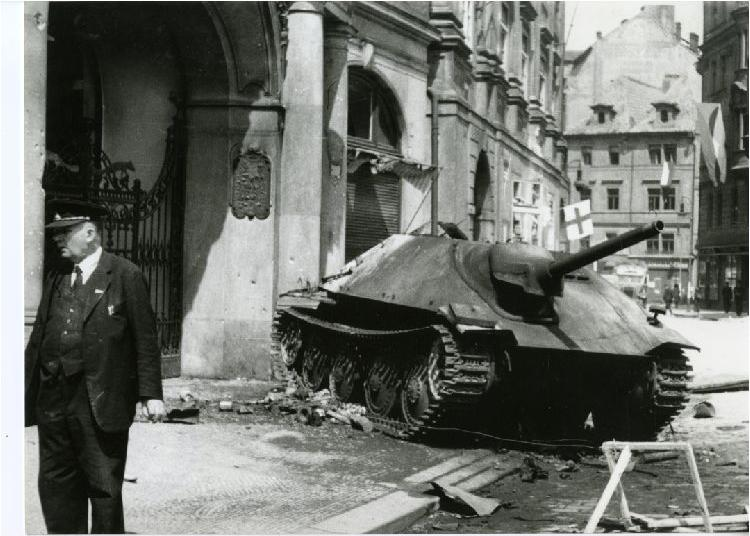
Hetzer vyřazený obránci Staroměstské radnice

8. května ráno oznámil moskevský rozhlas, že Rudá armáda prolomila německé linie u Drážďan a postupuje do Čech. Nebylo ale zřejmé, kdy bude moci dorazit do Prahy. Leteckou podporu povstalců Sověti neposkytli a také v tom bránili Američanům. Českým povstalcům přitom docházely síly, neměli dost zbraní ani střeliva.
Velení německých vojsk si bylo této situace dobře vědomo. V časných ranních hodinách 8. května začal dosud nejmohutnější německý útok na Prahu za použití tanků, děl a letadel. Útočníci obsadili Libeň, Holešovice a Karlín. Německé tanky pronikly až na Staroměstské náměstí. Novogotické křídlo Staroměstská radnice bylo v bojích tak poškozeno, že muselo být v roce 1947 strženo. Na Hybernském nádraží bylo povražděno 47 zajatců, v Dejvicích 20 lidí, v ulice Pod Hrabovou 20 lidí.[zdroj?] Útočníci hnali české civilisty před tanky jako lidské štíty.[zdroj?] Nějaktivněji si počínali příslušníci SS, zatímco někteří vojáci wehrmachtu už bojovat odmítali. Ve městě se rozhořely prudké boje, při nichž obránci využívali s úspěchem ukořistěné pancéřové pěsti, jimiž zničili mnoho tanků a obrněných vozidel.[zdroj?] Do bojů zasáhli ještě také Vlasovci, když si klestili cestu na západ Prahy.[zdroj?] Situace byla kritická pro obě soupeřící strany. 

### Kapitulace wehrmachtu a části SS
Schörner rozkázal Toussaintovi, aby Prahu zničil a její obyvatele vyvraždil, ten to ale odmítl a místo toho se v dopoledních hodinách vydal do sídla ČNR jednat o zastavení bojů. S vedením ČNR se dohodl na okamžitém příměří, s mnohými bojujícími jednotkami však neměl spojení a musel jim rozkaz k zastavení palby předat osobně. Nad jednotkami SS (které v Praze měly asi 3 000 příslušníků) ale neměl žádnou pravomoc.
Po jeho návratu byl v 16:00 mezi Touissantem, ČNR a velitelstvím Bartoš sepsán Protokol o provedení formy kapitulace německých branných sil. V platnost měl vstoupit v 18:00 téhož dne. Němci měli dle dohody přestat bojovat a propustit všechny zajatce a internované osoby. Za to jim měl být umožněn volný odchod z Prahy směrem k Američanům. Letadla a těžkou vojenskou techniku měli zanechat na místě.
Německé jednotky odcházely z města po silnici na Beroun a Plzeň od 23:00 do rána 9:00 následujícího dne.[zdroj?] Ojedinělé skupinky nacistických fanatiků kapitulaci nerespektovaly a pokračovaly v boji. Prahu též na základě této dohody opustily správní, soudní, policejní a jiné okupační úřady, organizace a instituce i někteří němečtí civilisté.[zdroj?] Spolu s německými vojáky odešlo i přibližně 23 000 osob, které ze zajetí či internace propustili povstalci.
Za tuto dohodu s Němci byl v roce 1949 odsouzen v inscenovaném procesu na doživotí velitel pražského povstání generál Karel Kutlvašr[zdroj?] a obviněn z velezrady byl rovněž předseda vojenské komise ČNR kpt. Jaromír Nechanský, který byl popraven.[zdroj?]
Tento den uzavřela příměří s povstalci také jednotka Waffen-SS Obersturmbannführera (podplukovníka) Otto Weidingera, která ustupovala do amerického zajetí přes Břevnov. Dopouštěla se také zločinů, hlavně v Kobylisích a Libni.[zdroj?] Ostatní příslušníci jednotek Waffen SS se však této dohodě nepodřídili a pod velením SS-Gruppenführera Carla Friedricha von Pücklera, který byl velitelem jednotek Waffen-SS na území Protektorátu, pokračovali v boji až do 12. května.

### Další jednání s Američany
Povstalci v Praze stále neměli informace, jak daleko od Prahy se nalézají sovětská vojska a kdy by mohla dorazit do Prahy. ČNR i velitelství Bartoš vyslaly své zástupce k Američanům, aby s nimi diskutovali o možnosti osvobození Prahy. Američtí velitelé tuto variantu zvažovali, chyběl ale sovětský souhlas. Britský štáb nakonec české představitele informoval, že spojenci zasáhnou, pokud by po půlnoci na 9. května páchali Němci zvěrstva na obyvatelích Prahy.
Kolem půlnoci dorazili do Prahy zástupci americké zpravodajské služby Office of Strategic Services. Za ČNR s nimi jednal Josef Smrkovský a ten Američany od postupu na Prahu zrazoval, protože chtěl aby role osvoboditelů hlavního města připadla Rudé armádě. Americká armáda nakonec rozkaz k osvobození Prahy nikdy nedostala.

## 9. květen – osvobození Prahy

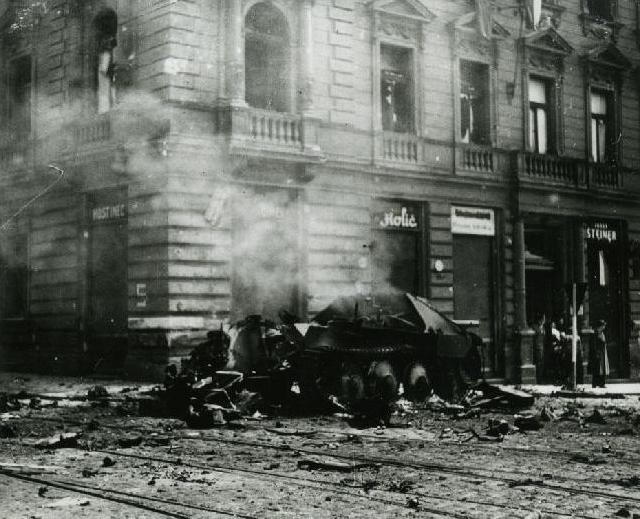
Zbytky Hetzera zničeného 9. května na Klárově

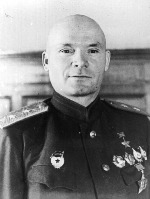
Sovětský velitel ukrajinského původu Dmitrij Leljušenko

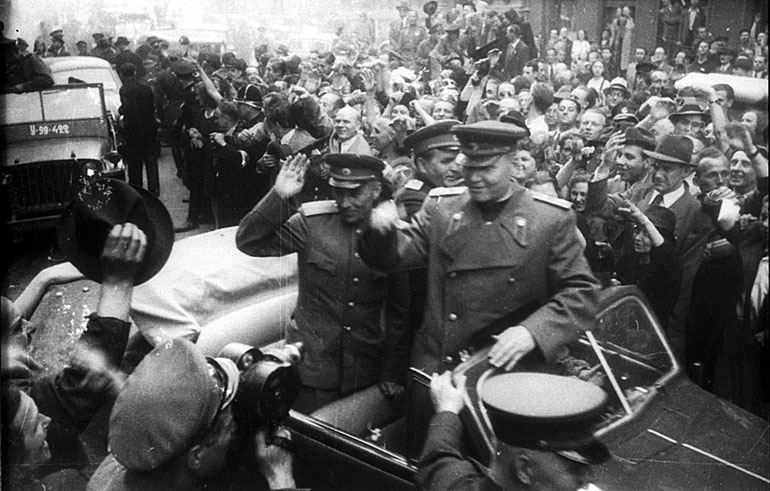
Maršál Koněv v Praze

9. května 1945 po čtvrté hodině ranní přijely do centra Prahy první sovětské tanky (4. tanková armáda generála Leljušenka od severozápadu, 3. tanková armáda generála Rybalka od severu), v té době už ale ve městě žádné větší německé jednotky nebyly. Zůstali jen fanatičtí příslušníci SS nebo vojáci, ke kterým se nedostal rozkaz o ústupu na západ. Leljušenkovy tanky se v Dejvicích krátce střetly s německými obránci. Poté se rozdělily a ve dvou proudech pokračovaly do centra. Rybalkovy tankové jednotky projely ze severu do Kobylis, a pokračovaly k Trojskému mostu a do Libně. Před Trojským a Libeňským mostem čekaly několik hodin, než se rozední, neboť se obávaly německé léčky. V této části města už ale němečtí vojáci nebyli.
Na Klárově se tři sovětské tanky T-34/85 vítězně střetly se čtyřmi německými Hetzery. Jeden sovětský tank s číslem 1-23 pak přejel Mánesův most a pokračoval dále do Starého města a uvádí se, že byl také prvním tankem Rudé armády na Staroměstském náměstí.
Obě armády nakonec společně dosáhly centra města. Setkávaly se pouze s minimálním odporem několika ostřelovačů. Už v devět hodin ráno hlásil maršál Koněv sovětskému velení, že Praha byla zcela osvobozena od nepřítele. Tentýž den do Prahy dorazily průzkumné jednotky 2. ukrajinského frontu maršála Rodiona Malinovského a večer také prvosledová vojska 4. ukrajinského frontu generála Jeremenka. S nimi části 1. československého armádního sboru.
Poté se Sověti vydali pronásledovat ustupující německé vojáky. Při bojích v Praze ztratila Rudá armáda asi 30 vojáků.

## Další vývoj
Osvobozením Prahy začalo období tzv. Třetí Československé republiky, které trvalo do roku 1948, kdy Československo ovládli komunisté. 10. května 1945 přilétla do Prahy vláda Zdeňka Fierlingera a po slavnostním uvítání měla první zasedání spolu s Českou národní radou. 16. května se do Prahy vrátil Edvard Beneš, byl oslavován jako osvoboditel a znovu se ujal úřadu prezidenta. Komunistům to ale nebylo po chuti, raději by na Hradě viděli Zdeňka Nejedlého.
Mimo Prahu pokračovaly sporadické boje až do 20. května.
Československá samostatná obrněná brigáda, která za války bojovala v řadách západních spojenců, směla přijet do Prahy na přehlídku až 28. května, a to bez jediného ostrého náboje. Českoslovenští letci, kteří sloužili v britské Royal Air Force, se směli vrátit teprve 13. srpna. 15. listopadu se v Praze konalo slavnostní rozloučení s rudoarmějci. Do konce měsíce všichni zahraniční vojáci Československo opustili.

## Česká odplata a bilance ztrát

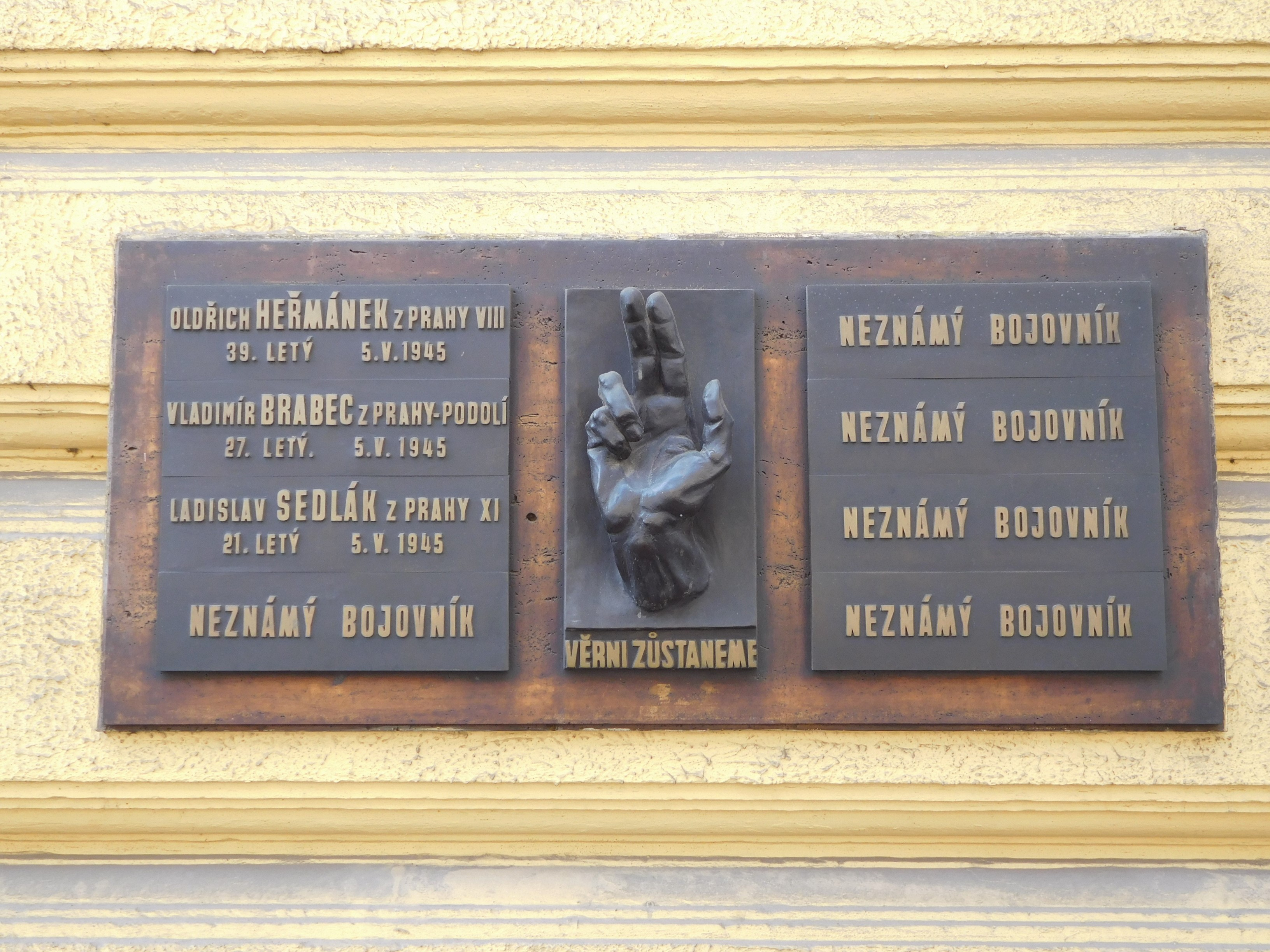
Pamětní deska padlým povstalcům v Hybernské ulici

Všechny krutosti, které se v uplynulých dnech nejen v Praze odehrály, vyvrcholily na některých místech stejně krutou odplatou na německých vojácích, kolaborantech, lidech podezřelých ze spolupráce a nežádoucích svědcích. Zavražděno bylo na 300 Němců. Došlo k případům, kdy byli zajatí němečtí vojáci pověšeni za nohy na lampy a zaživa upáleni. Po převzetí moci revolučními orgány za podpory sovětských vojáků tyto excesy částečně ustaly. Pražané zpočátku nadšeně vítali Rudou armádu, přičemž házení rozkvetlých šeříků na projíždějící sovětské tanky a bojovou techniku se stalo po dlouhá léta jedním ze symbolů osvobození. Český kolaborant a jeden ze zakladatelů České ligy proti bolševismu a Národní obce fašistické, Felix Achille de la Cámara, byl 8. května zlynčován k smrti rozzuřeným davem. Dne 10. května 1945 byl při pokusu o lynčování zastřelen sovětským vojákem český filmový režisér Jan Sviták, neprokázaně podezřelý ze zavinění smrti Karla Hašlera.

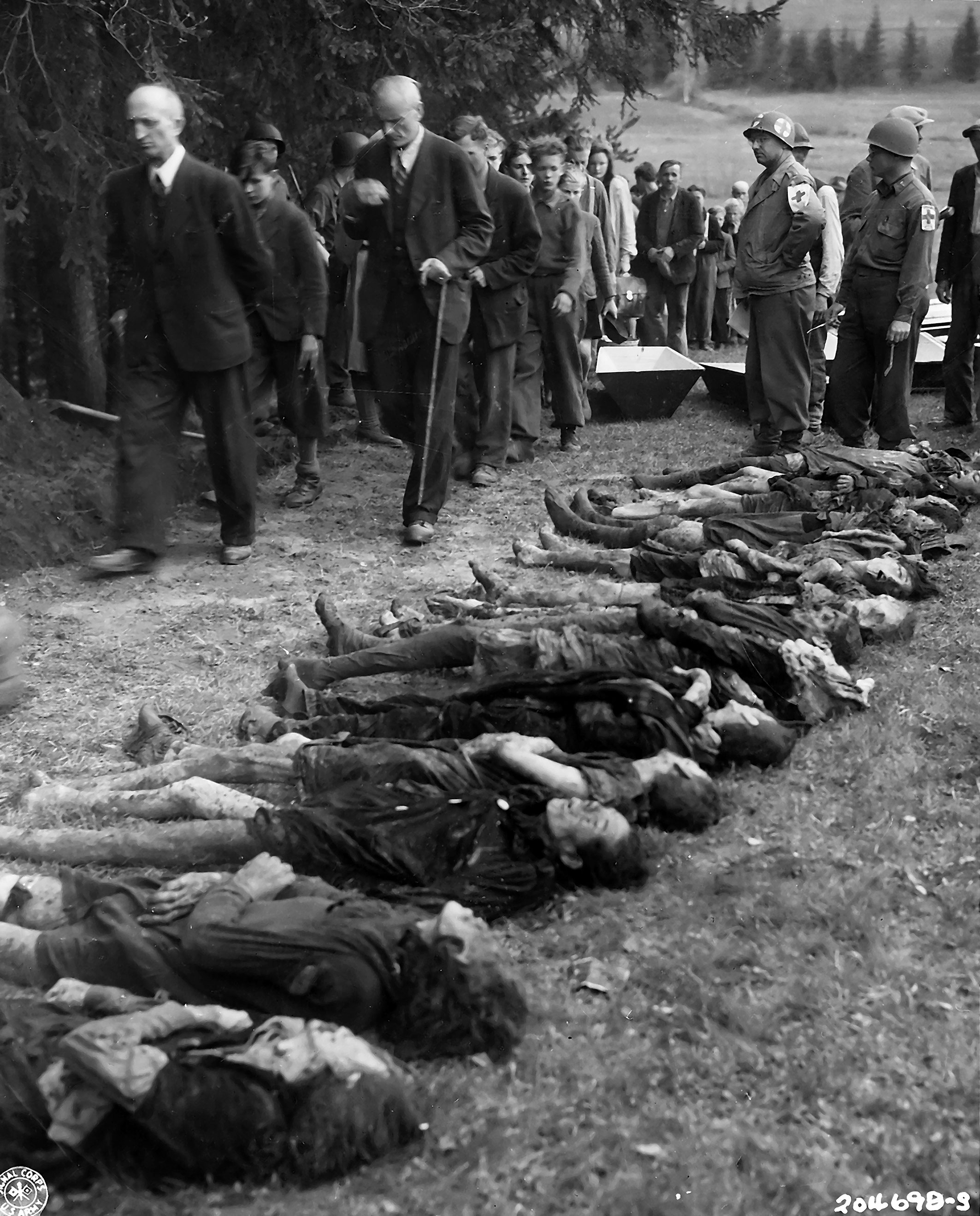
Němečtí civilisté v obci Volary byli donuceni americkými vojáky projít kolem mrtvých těl 30 židovských žen, které zavraždily jednotky SS

Praha se musela vzpamatovat ze svých ran, které utrpěla, musely být uhašeny požáry, strženy budovy hrozící zřícením, rozebrány barikády. Do těchto prací byli v duchu hesla kolektivní odpovědnosti za válku zapojeni i Němci, kteří v Praze zůstali.
Kromě materiálních ztrát tu však byly i ztráty na životech a zranění. Ačkoliv se nikdy nepodařilo zcela přesně zjistit počet mrtvých, uvádí se, od roku 2016, že při bojích a v důsledku bojů zahynulo nejméně 2898 Čechů  Z čehož bylo identifikováno hned po válce 1694 civilistů a 1200 padlo na barikádách nebo zemřelo na následky zranění. Podle publicisty Karel Pacner mohla být bilance ztrát podstatně nižší, kdyby ČNR požádala o pomoc Američany nebo kdyby se nebránila pomoci vlasovců.

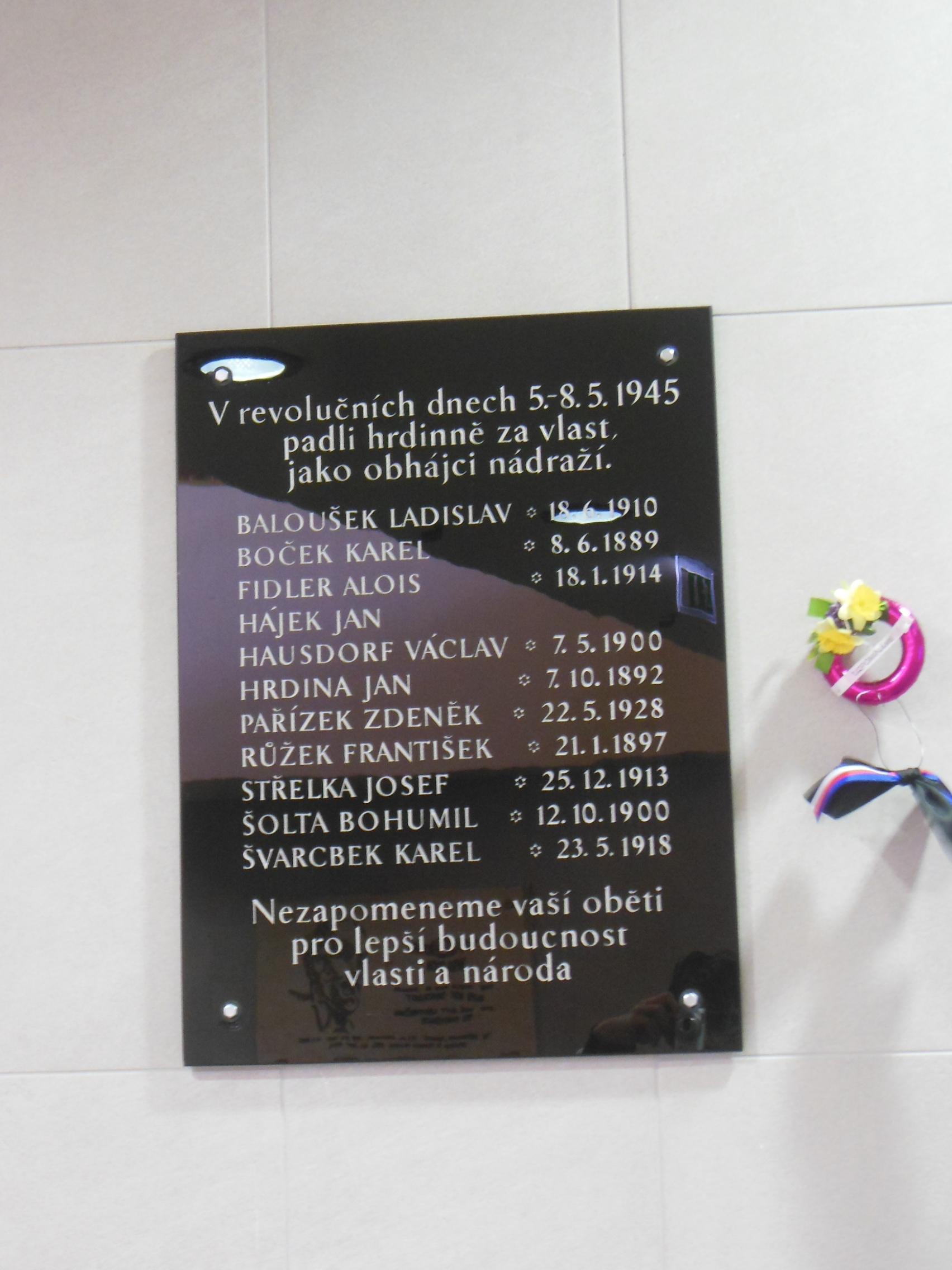
Pamětní deska padlých na hlavním nádraží

Buňačenko ztratil za dva dny bojů 308 Vlasovců, což je údaj ze 7. května a zahrnuje zřejmě také většinu raněných vojáků. Zahynulo údajně okolo 1000 Němců, počet který zahrnuje nejen vojáky, ale zřejmě také civilisty. Dále dobová poválečná literatura uvádí, že v bojích v centru Prahy zahynulo 30 vojáků a v nejbližším okolí Prahy zahynulo údajně celkem 692 vojáků Rudé armády,

### Německý teror
Němci páchali masakry českých civilistů a zajatých povstalců na různých místech Prahy, a to dokonce i po vypršení termínu německé bezpodmínečné kapitulace v 00.01 hod. 9. května 1945. Na střelbě do civilistů se ještě 9. května podíleli i němečtí příslušníci Volkssturmu. 8. května bylo na rampě nad Jelením příkopem zavražděno 21 českých zajatců a civilistů, jejichž těla byla zohavena a nesla známky mučení (rozpáraná břicha s vyhřezlými střevy, bajonetem vypíchané oči, bodné rány v krku a na zádech, vyrvané kusy masa). Masakrů se dopouštěli především příslušníci Waffen-SS, kterým se většinou před příchodem Rudé armády podařilo ustoupit do amerického zajetí. Mezi pachateli vražd českých civilistů, včetně žen a dětí, na žižkovské Pražačce byli členové Hitlerjugend z řad sudetských Němců. Většina německých válečných zločinů spáchaných během povstání zůstala po válce nepotrestána, protože Západní Německo nejevilo ochotu vydávat podezřelé německé občany do Československa.

### Sovětské represe
Se sovětskými vojáky přijeli do Prahy též příslušníci tajné služby NKVD a vojenské kontrarozvědky Směrš, a pustili se do zatýkání "bílých" - emigrantů, kteří utekli z Ruska po bolševické revoluci. Do sovětských koncentračních táborů na Sibiři byly takto protiprávně odvlečeny stovky československých občanů, mezi nimi i generál Sergej Vojcechovský. Vrátila se jen malá část z nich. Sověti také pořádali hon na vlasovce, které vraždili. Na některých místech se rudoarmějci dopouštěli násilností na domácím obyvatelstvu a dalších osobách. Civilisty okrádali o hodinky a boty, místy dokonce znásilňovali dívky.
11. května sdělili Sověti československé vládě, že považují členy ČNR za zrádce, a požadovali jejich potrestání. Důvodem bylo  vyjednávání ČNR s Němci a vlasovci a dohoda o německé kapitulaci a odchodu do amerického zajetí. Vláda proti tomuto nátlaku nijak neprotestovala. 31. května Sověti výzvu zopakovali, nově požadovali i potrestání důstojníků Kutlvašra, Bürgera-Bartoše, Nechanského a dalších. Mezi členy rady, kteří "nepožívali důvěru Rudé armády" počítali i Smrkovského, který přitom v ČNR hájil sovětské zájmy. Smrkovský byl odvolán ze zemského národního výboru, za vojenské velitele se ale postavil prezident Beneš, povýšil je a v armádě zůstali.

### Osudy Ruské osvobozenecké armády
Příslušníky Ruské osvobozenecké armády považovali sověti za zrádce. Již v podvečer 9. května dorazil do štábu povstalců v Praze generál Pavel Rybalko a vyhrožoval jim zastřelením. (Spolu s nimi i Josefu Smrkovskému.) Předseda ČNR Profesor Albert Pražák požádal Rybalka o humánní chování k vlasovcům za to, že šetřili krev Pražanů. Rybalko však návrh odmítl. Poté naléhali další členové štábu a generál odpověděl : "Dobrá tedy, slibuji, že všechny zastřelit nedám."

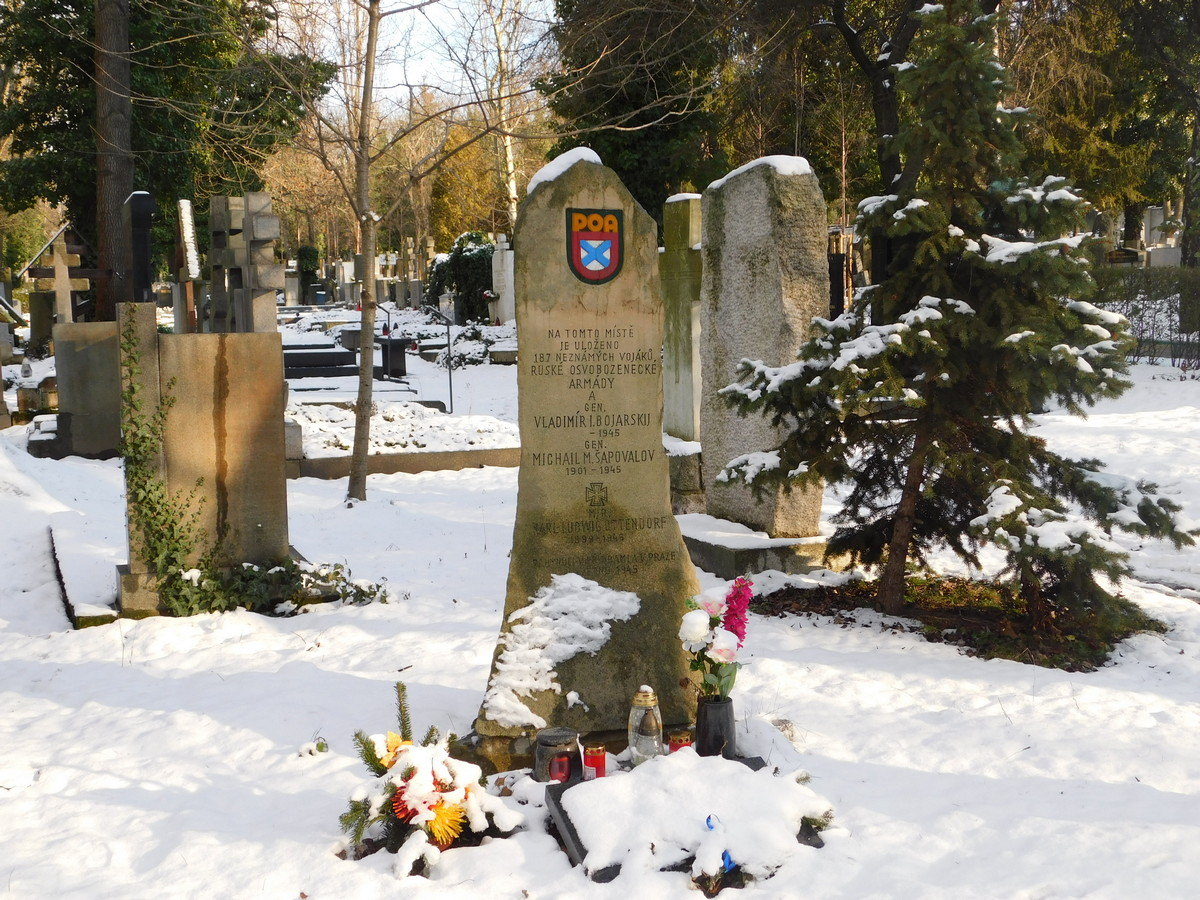
Masový hrob 2 generálů a 187 neznámých vojáků ROA na Olšanských hřbitovech v Praze

Večer 12. května navštívili Sověti štáb 1. divize Buňačenka. Sověti generála ujistili, že zajišťují všem vojákům život a těm, kteří se připojí na jejich stranu, také amnestii. "Kdo z vojáků učiní pokání, Matka Vlast se nemstí a přijme je zpět".[zdroj?]
Buňačensko však slibům nevěřil a svým vojákům doporučil, aby si strhali výložky a pokusili se jednotlivě dostat na západ. Jedna ze skupin vlasovců nestačila před Rudou armádou utéct a byla postřílena příslušníky NKVD v Praze-Jinonicích. Lehce zraněné vojáky si Buňačenko z Prahy raději odvezl. Těžce zraněné vojáky, kteří leželi v různých pražských nemocnicích, příslušníci Směrš a NKVD vyvlékali z postelí, ubíjeli a jejich těla házeli do neoznačené jámy na Olšanských hřbitovech.
Celkový počet obětí Buňačenkovy armády v Praze se odhaduje na 150 padlých, 250 ubitých NKVD a v nejbližším okolí Prahy bylo pravděpodobně zavražděno dalších 200  osob.
Další osudy ROA dalších vojsk na území Čech byly rovněž tragické. Někteří slibům uvěřili a odešli dobrovolně do zajetí. Některým byl sebrán osobní majetek, boty i kříže na krku a byli krutě zabiti. V okolí Třeboně sídlila skupina armád Jih a 2. divize čítající dohromady 20 000 vojáků a do amerického zajetí se dostalo 7200 vojáků této skupiny 9. května. Američané je stejně vydali Sovětům, kterými byli souzeni jako vlastizrádci. Jen asi 800 Vlasovců záložní brigády se dostalo u Kaplice na Českokrumlovsku až do Mnichova, ale všichni důstojníci byli později rovněž vydáni Sovětům.
Buňačenko se s částí svého štábu vzdal Američanům, ale byl za tři dny předán Sovětům. Mnozí vojáci a důstojníci 1. divize včetně Vlasova se pokusili o přechod za demarkační zónu, ale byli zajati u Strakonic. Celkem se do zajetí podle vojenské zprávy gen. Fomynicha dostalo na Strakonicku ve Lnářích, Mirovic a okolí mezi 12.-14. květnem okolo 9 000 Vlasovců. Všichni velitelé ROA byli popraveni 1. srpna 1946, ostatní zajatci skončili v sovětských pracovních táborech a gulazích. Podle historika Pavla Žáčka byli odsouzeni k minimálně 10 letům v pracovních táborech.
Některé Vlasovce skrývali Češi, například obyvatelé Hořelic u Prahy, a později se jim povedlo emigrovat.
Až do sametové revoluce byla účast ROA v povstání historiky ideologicky zamlčována. Celkem se v Praze a nejbližším okolí dodnes nachází 21 hrobů příslušníků ROA a největším společným hrobem s příslušníky Rudé armády se zřejmě nachází v Ruzyni.

### Oběti Rudé armády

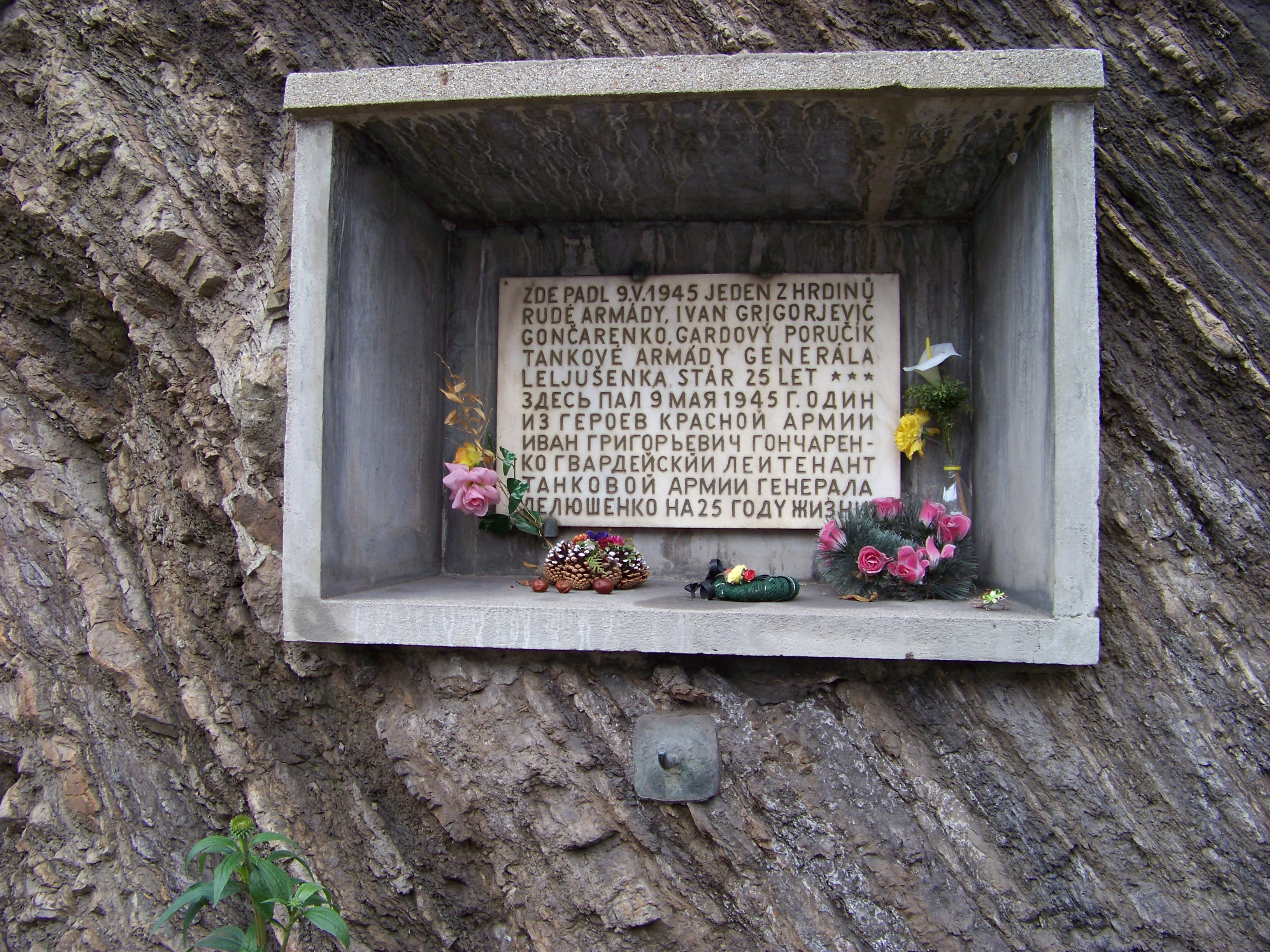
Památník na místě, kde 9. května padl na Ukrajině narozený rudoarmějec Ivan Hončarenko

V bojích, které měly zajistit přístup k Praze, zahynulo 662 rudoarmějců, ale v samotném centru města byly ztráty mnohem nižší. Podle výzkumu pracovníka ruské akademie věd v Petrohradě z roku 2016, v samotném centru Prahy padlo pouze deset rudoarmějců a do dvaceti zemřelo na následky zranění, nemocí a jiných událostí nesouvisejících s bojem, až do opuštění armády města v září 1945.
Podle ruského badatele a novináře Vladimira Pomortzeffa bylo pochováno na Olšanských hřbitovech celkem 492 sovětských vojáků, většina zahynula v Praze či nejbližším okolí, ovšem část byla přivezena odjinud. Na následky bojové činnosti od 8. do 15. května, tedy padlých nebo zemřelých po zranění, je zde pohřbeno 75 vojáků, 30 vojáků zemřelo na konci května zřejmě též na následky zranění, 47 vojáků se otrávilo alkoholem a metanolem, 45 zahynulo na TBC, 51 zemřelo v nemocnici na břišní tyfus a jiné nemoci, 20 při dopravních nehodách, 10 na neznámou otravu a u dalších 131 není známa příčina.
Pomortzeff přezkoumal roku 2020 vojenský archiv sovětských vojsk přítomných v Praze 9. května; podle jeho údajů v centru Prahy prokazatelně zahynul mladý velitel tanku I-24 poručík Ivan Hončarenko, v Praze a jeho předměstí padlo dalších 23 vojáků. Čeští historici odhadují počet padlých sovětských vojáků ve vnitřní Praze na zhruba 30, celkový počet padlých při pražské operaci na téměř 700.

## Závěrečné shrnutí

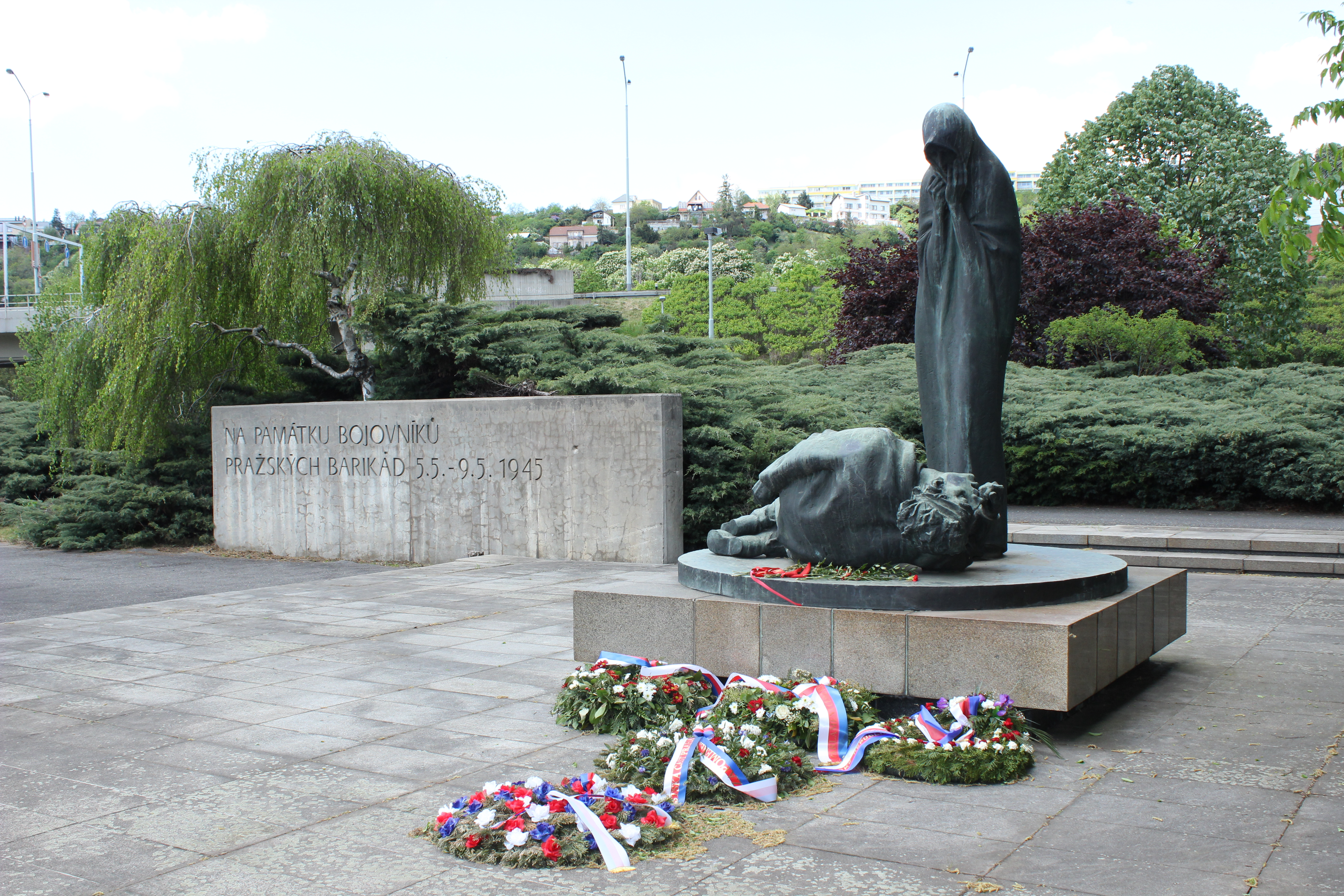
Pomník pražských barikádníků, Josef Malejovský (1984), předmostí mostu Barikádníků

Edvard Beneš údajně řekl britskému diplomatovi Bruce Lockhartovi, že zastavení Pattona a jeho vojenské pomoci Praze bylo dalekosáhlým omylem a velkým  neštěstím " jež stálo na počátku všech neštěstí dalších." Podle některých spisovatelů a žurnalistů o historii[kdo?] komunistický politik Václav Kopecký tvrdil, že Československo mohlo být příchodem spojeneckých armád do Prahy rozděleno na Slovensko a Česko, podobně jako Německo, Korea a Vietnam. Edvard Beneš v této souvislosti uvedl: "Velmi těžce jsem nesl dohodu se Sovětským svazem, neboť nás stavěla před hotová fakta. Napřed bylo vše ujednáno s Anglií, ale po konferenci v Teheránu jsem zjistil, že Slovensko je v ruské sféře vlivu.".
Květnové povstání v Praze bylo v letech komunismu interpretováno dosti jednostranně, přičemž byla vyzdvihována činnost komunistů a přínos Rudé armády na osvobození Prahy. Po roce 1989 se naopak objevovaly zjednodušené pohledy na povstání, na význam účasti Vlasovců (bez jejich pomoci by bylo povstání hned na začátku poraženo). Vlasovci byli po válce vydáni Sovětskému svazu, následovaly popravy nebo deportace do gulagu. Řešila se také otázka neúčasti americké armády na osvobození Prahy či případně jiné potenciální pomoci. Pražské povstání ukázalo, že v českém národě existuje značný počet lidí, kteří jsou schopni a ochotni se ve jménu svobody obětovat a povstat proti nepříteli. V závěrečných bojích druhé světové války mělo spolu s celonárodním povstáním velký strategický význam, protože došlo k zhroucení týlu německé armádní skupiny Střed. Šlo mimo jiné o jednu z největších bitev 2. světové války svedenou Čechoslováky.
Krátce po konci války byl na výraz díků za podíl Sovětů na osvobození Prahy dán podnět na výstavbu památníku, který měl představovat tank, jako symbol příjezdu prvních sovětských jednotek do Prahy. Praha tomuto účelu věnovala místo a podstavec a samotný tank číslo 23 věnovala městu Praze prostřednictvím Rudé armády vláda SSSR. Památník byl slavnostně odhalen 29. července 1945 za přítomnosti maršála Koněva, pražského primátora Vacka a mnoha dalších činitelů. Tank číslo 23 stával na dnešním náměstí Kinských, které se před rokem 1990 jmenovalo náměstí Sovětských tankistů. Výtvarník David Černý přetřel tank z původní zelené barvy narůžovo v dubnu 1991 a znovu v červenci 2011.
V polovině roku 2018 zmizela ze zdi Staroměstské radnice při její rekonstrukci pamětní deska věnovaná maršálu Koněvovi a I. ukrajinskému frontu, který 9. května 1945 dorazil do Prahy na pomoc Pražskému povstání. Deska byla odhalena v červnu 1946. Podle vyjádření primátora Zdeňka Hřiba ze srpna 2019 bude deska po její rekonstrukci umístěna do zatím neupřesněného muzea. Tento krok vyvolal spory o interpretaci povstání a toho, kdo má jaký podíl na osvobození Prahy.

## Filmy
- Němá barikáda (1949, režie Otakar Vávra)
- Májové hvězdy (1959, režie Stanislav Strnad a Stanislav Rostockij)
- Zbraně pro Prahu (1974, režie Ivo Toman)
- Osvobození Prahy (1975, režie Otakar Vávra)